# Архитектура барокко
Архитекту́ра баро́кко — художественное направление и архитектурный стиль, включающий ряд историко-региональных художественных стилей, течений и школ, а также эпоха в развитии архитектуры стран Европы и Америки (особенно в Центральной и Южной), охватывающая значительный временной период, около 150—200 лет. Стиль барокко зарождался в Италии, главным образом в архитектуре Рима в середине XVI века и завершался в Италии во второй половине XVIII века, в других странах — в конце того же столетия. Стиль барокко в своем историческом развитии охватил все виды искусства, прежде всего архитектуру, но проявился также в живописи, театре (и связанной с ним литературе, музыке), скульптуре, графике и декоративно-прикладном искусстве.

## Основные особенности архитектуры стиля барокко
Основная особенность барочной архитектуры — пространственность архитектурных композиций. Это архитектура «открытых пространств и дальних перспектив». Если архитектура классицизма характеризуется уравновешенностью, гармоничной пропорциональностью, замкнутостью композиции, тектоничностью: ясностью членений и симметрией фасадов, то архитектура стиля барокко — напротив характерна открытостью и динамичностью, активным взаимодействием объёмов с окружающим пространством («внедрением» объёма в пространство), динамичным взаимодействием интерьера с экстерьером архитектурной композиции, доминированием вертикали вместо классицистической горизонтали. Типично барочные приёмы: раскреповки антаблемента, «разорванного фронтона», неравномерной расстановки пилястр и колонн создают рельефность фасадов с эффектами светотени, особенно в «угловых перспективах», которые служат всё тем же целям. Всё это придаёт архитектуре качества живописности.
Однако в различные исторические периоды и в разных регионах, в зависимости от местных условий, этнических традиций и внешних, в том числе климатических, факторов барочная архитектура приобретала специфический характер. Кроме того, стиль барокко успешно взаимодействовал, каждый раз по-новому, с иными художественными стилями: рококо, наступавшим в середине XVIII века неоклассицизмом и даже с уходящей готикой. Отсюда «переходные» рокайльно-барочные стили: саксонское и австрийское барокко, прусское фридерицианское рококо, петровское барокко и елизаветинский барочно-рокайльный стиль в России. В Испании и странах Латинской Америки развивалось так называемое ультрабарокко: мексиканское барокко, стиль чурригереско.

## Истоки развития архитектуры барокко

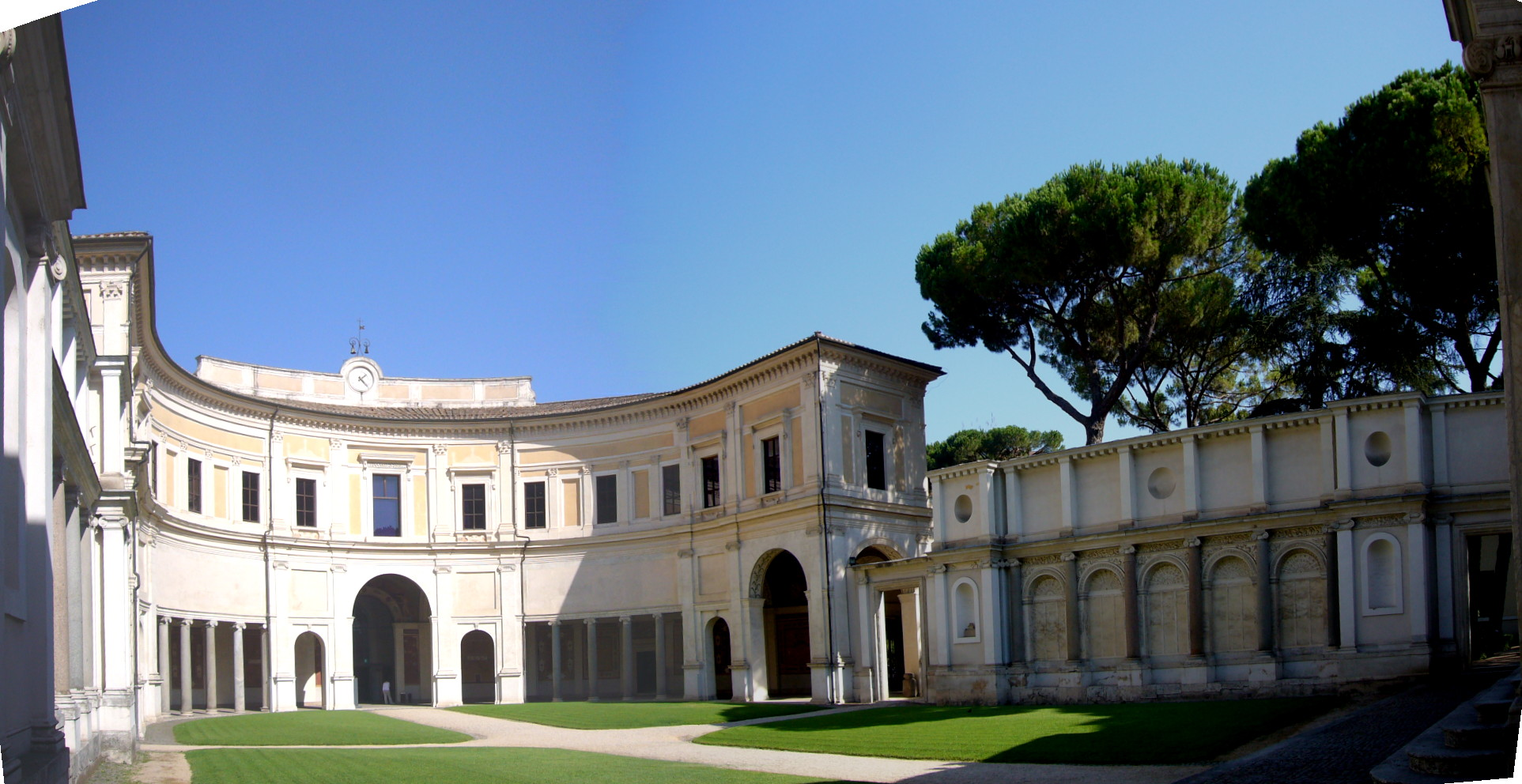
Джакомо да Виньола. Первый двор Виллы Джулия в Риме

Корни стиля барокко уходят в архитектуру эпохи итальянского Возрождения. Стиль барокко — это архитектура грандиозных ансамблей и обширных пространств. Первым величественным ансамблем в итальянской архитектуре считают Бельведер в Ватикане, созданный архитектором римского классицизма XVI века Донато Браманте. Проект Бельведера предусматривал создание ансамбля протяженностью около 300 метров, включающим несколько взаимосвязанных дворов, открытых пространств с садами и фонтанами, зданий различного назначения: Антикварий с собранием античных статуй, регулярный сад, Ватиканскую библиотеку и театр под открытым небом. Проект не был осуществлен полностью. Однако в формальном отношении постройки Браманте нельзя относить к барочному стилю. Концом эпохи римского классицизма условно считают две даты: кончину Браманте в 1514 году и смерть Рафаэля Санти в 1520 году (Рафаэль много работал и в архитектуре). Существует мнение, его разделял, к примеру, австрийский историк искусства Макс Дворжак, что стиль классицизма в архитектуре и живописи фактически был создан и в формальном отношении завершён Рафаэлем. При созерцании его произведений, действительно, возникает ощущение формального предела: дальнейшее развитие кажется невозможным.
Согласно одной из версий, стиль барокко вырос из маньеризма, охватившего итальянское искусство во второй половине XVI века. Ярким представителем раннего маньеризма в итальянской архитектуре был Джакомо да Виньола (1507—1573). Так, созданный им ансамбль виллы Джулия в Риме для Папы Юлия III (понтифик в 1550—1555 годах) имеет относительно небольшие размеры, но постройки отличаются переосмыслением и более широкой трактовкой ордерной системы и живописным отношением к архитектурному пространству: сочетанием больших и малых арок, садов, фонтанов, открытых полуциркульных галерей с росписями и рельефами, павильонов, расположенных на разных высотных уровнях. Однако по мнению большинства исследователей, опирающихся на классические труды Г. Вёльфлина, стиль барокко начинается там, где происходит разрушение классической тектонической системы, симметрии и замкнутости композиции за счёт активного взаимодействия архитектурных объёмов с окружающим пространством. Поэтому подлинным «отцом барокко» считают великого Микеланджело Буонарроти.
Стиль барокко не случайно возник в Риме, поскольку одним из источников барочной архитектуры стали памятники древнеримского искусства, в частности римское переосмысление греческой ордерной системы в виде «римской архитектурной ячейки». Именно Микеланджело первым вышел за пределы традиционного понимания ордерности в архитектуре. Другой источник и важнейший стимул возникновения и развития стиля барокко — великие географические и научные открытия XVI—XVII веков, значительно расширившие представления людей о времени и пространстве. Третьим источником считают идеологию и эстетику католичества, идейное движение Контрреформации и постановления Тридентского собора католической церкви. Поэтому стиль барокко называют также «стилем контрреформации» и «искусством иллюзии».

## Маньеризм и барокко

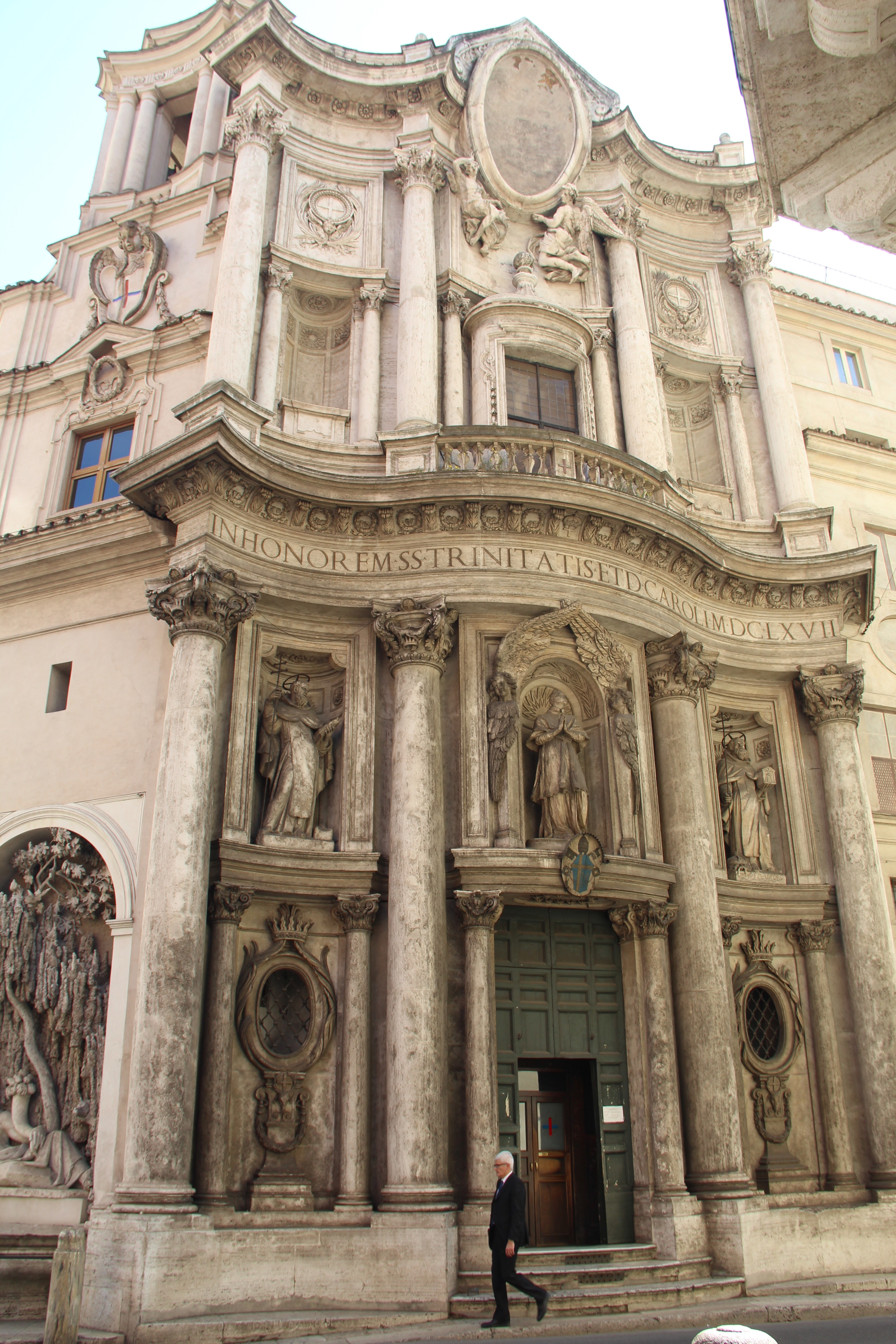
Сан-Карло-алле-Куатро-Фонтане — пример радикальной интерпретации барочного стиля Франческо Борромини

Существуют две основных версии об отношении и историческом взаимодействии маньеризма и барокко. Согласно первой, устаревшей академической концепции, получившей распространение в отечественном искусствознании 1930-х — 1950-х гг., стиль барокко вырос из маньеризма. На этом основании даже выдающиеся произведения Микеланджело: лестницу библиотеки Сан-Лоренцо во Флоренции (проект 1555 г., строительство Б. Амманнати) и ансамбль Капитолия в Риме (проект 1536 г.) относили к маньеризму. По другой концепции, наиболее полно выраженной в работах А. Г. Габричевского и Б. Р. Виппера, маньеризм и барокко в искусстве Италии второй половины XVI века антагонистичны, поскольку основывались на противоположных эстетических критериях, но развивались параллельно. Маньеристическое искусство предполагает варьирование композиционных и стилевых решений, найденных ранее, в эпоху Высокого Возрождения. Поэтому архитекторы-маньеристы стремились к причудливому, необычному и даже фантастичному, но ограничивались в основном поверхностной декорацией старых композиционных схем. Художники барокко напротив искали новое отношение к форме и пространству в самом процессе формообразования. В этом смысле характерны криволинейные очертания стен, разорванные фронтоны, раскрепованные антаблементы (ит. forzato), удвоение пилястр и пучки колонн.
Архитекторы раннего римского барокко: (Джакомо Делла Порта, Доменико Фонтана, Карло Мадерна). Фасад церкви Иль Джезу в Риме (архитектор Джакомо делла Порта) стал образцом для строительства многих барочных церквей как в Италии, так и в других католических странах. Апогей итальянского барокко — середина XVII века — представлен творчеством Джан Лоренцо Бернини, Франческо Борромини, Гварино Гварини, Пьетро да Кортона, Филиппо Юварры и многих других выдающихся проектировщиков и строителей.
От маньеризма барокко унаследовало влечение к необычному, удивительному, поразительному. Это отразилось в ландшафтной архитектуре, садах и парках эпохи барокко (гигантская скульптура, гротескная маска, театр под открытым небом, необычное здание с экзотическими деталями). Эпоха барокко — время создания кунсткамер, увлечения ювелирным искусством, стремления к необычному и экзотическому в оформлении интерьера и мебели.

## В Италии
Наиболее успешным мастером зрелого итальянского барокко был выдающийся архитектор, скульптор, живописец, теоретик и поэт, драматург и театральный декоратор Джан Лоренцо Бернини. Он является автором наиболее прославленных ансамблей барочного Рима: площади Св. Петра со знаменитой колоннадой, фонтанов площади Навона. Гораздо менее удачливым соперником великого Бернини был гениальный  Франческо Борромини, из-за чего он и окончил жизнь самоубийством в 67 лет. Однако его немногие завершенные проекты: церковь Сан-Карло алле Куатро Фонтане, Сант-Иво алла Сапиенца, как считают специалисты, глубже по замыслу и сложнее по формообразованию, чем впечатляющие ансамбли, созданные Бернини. Именно Борромини смело отходил от классических канонов, авторитетных решений, прежних правил, проектировал сооружения невиданной ранее сложности. Доказательством служит знаменитая «волна» фасада церкви Сан-Карло или силуэт двубашенной церкви Сант-Аньезе ин Агоне на Пьяцца Навона.

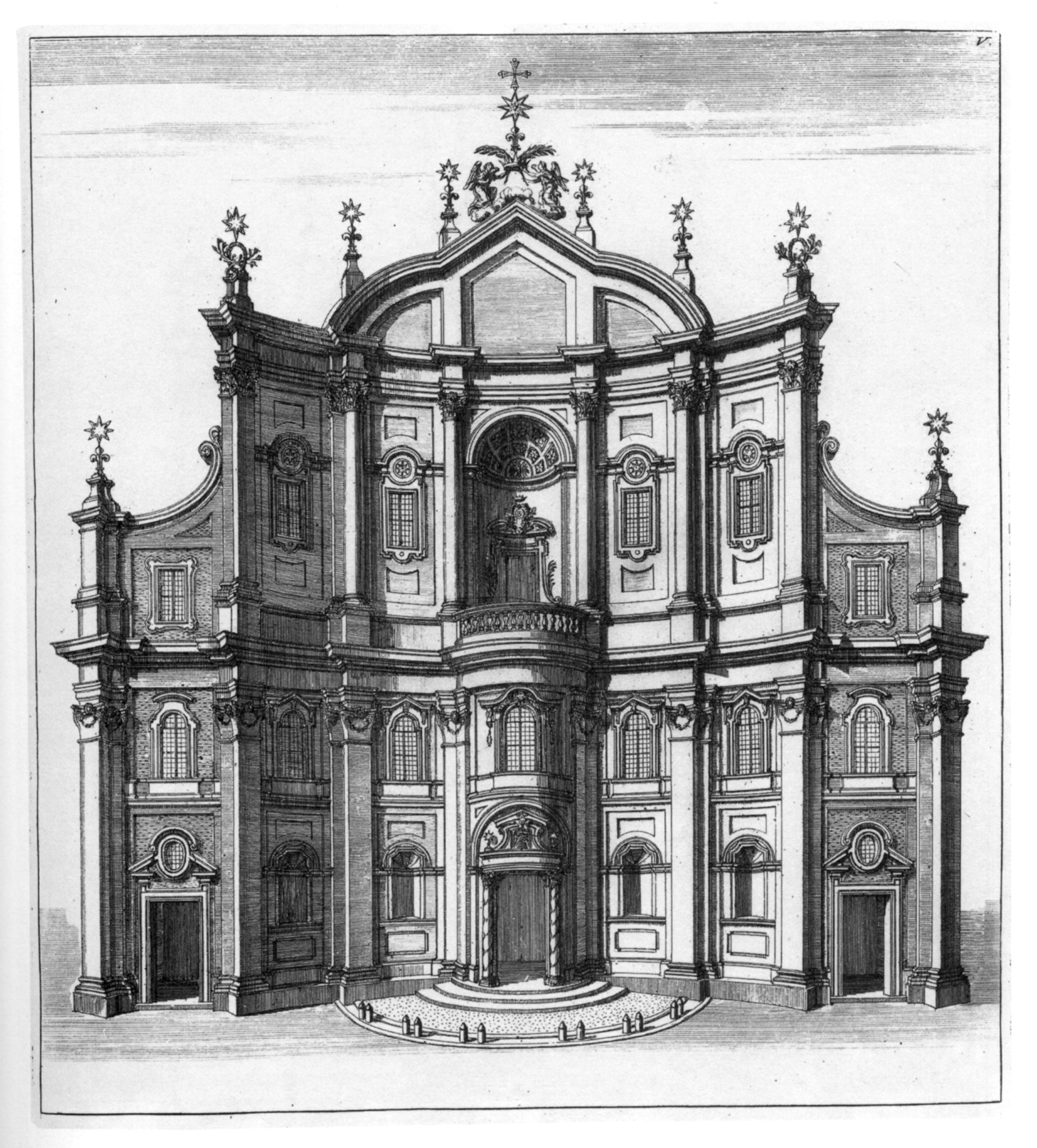
Ф.Борромини. Оратория филиппинцев. Рим
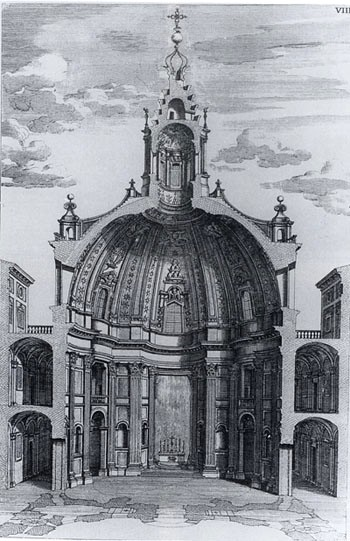
Ф.Борромини. Церковь Сант-Иво Университета Сапиенца. Рим. Разрез по вертикальной оси
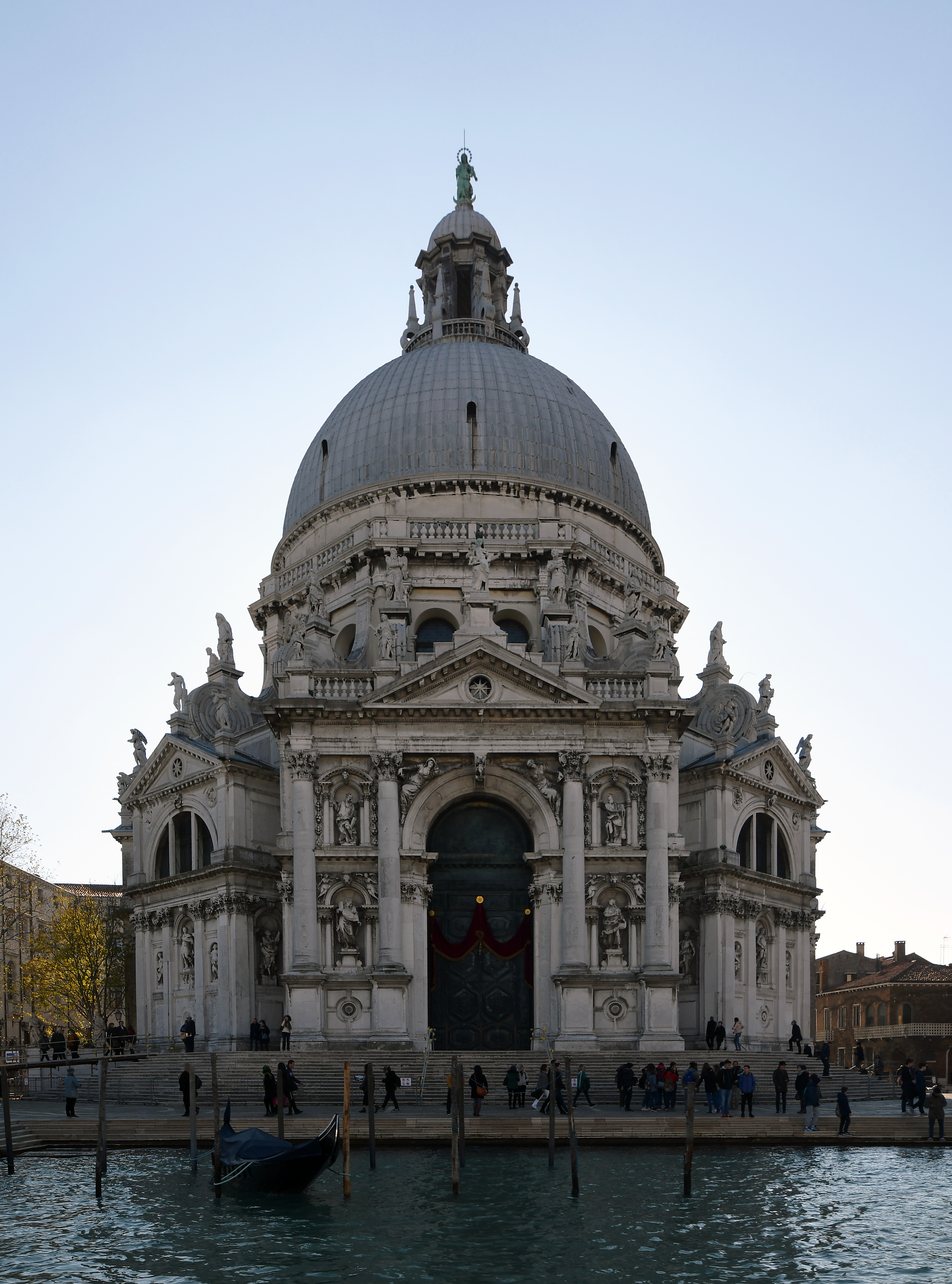
Б. Лонгена. Базилика Санта-Мария-делла-Салюте. 1630 – 1681. Венеция
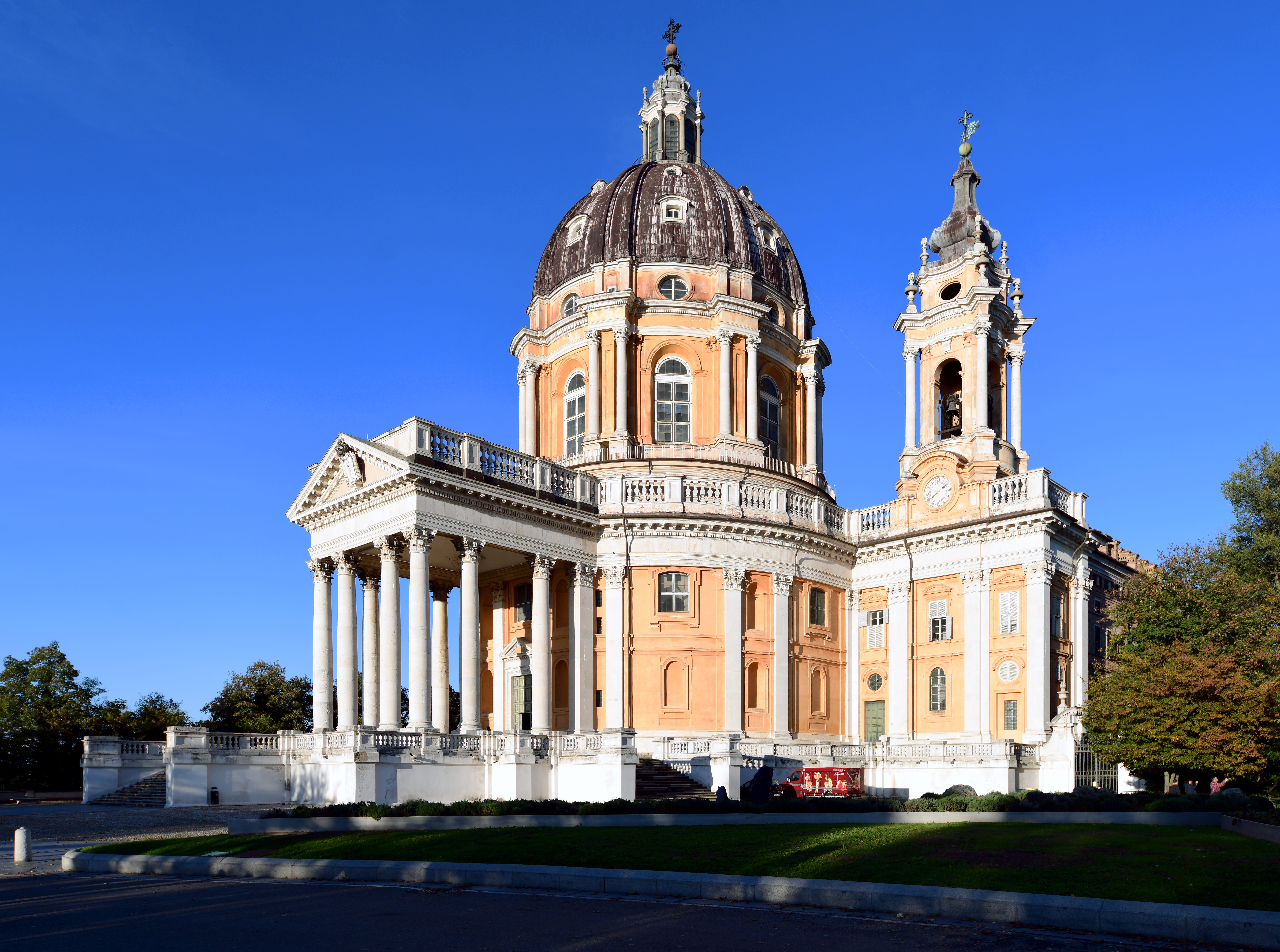
Ф. Юварра. Базилика ди Суперга. 1717 - 1731. Турин

Интересный путь как архитектор барокко прошёл Филиппо Юварра. Он начинал как сценограф и помощник в перестройке театральных зданий. Не все его проекты нашли воплощение. Но от здания к зданию он набирал профессиональный опыт. Если Доменико Фонтана (1543—1607) или Франческо Каратти (1620 —1677) использовали тип удлинённого дворца-блока без игры объёмов, Юварра усиливал выразительность архитектурных объемов диагональными построениями, выступающими ризалитами, игрой вогнутых и выпуклых фасадов. Декор становился всё более сдержанным, Юварра не избегал руста, пилястр и колонн, таких привычных для классицизма. Здания, сохраняя величие, разнообразие и красоту, становятся, тем не менее, образцами не классицизма, а именно барокко. Яркими примерами архитектурного стиля Юварры стали выразительные силуэты замка Ступиниджи, Мадридского королевского дворца, базилики ди Суперга.

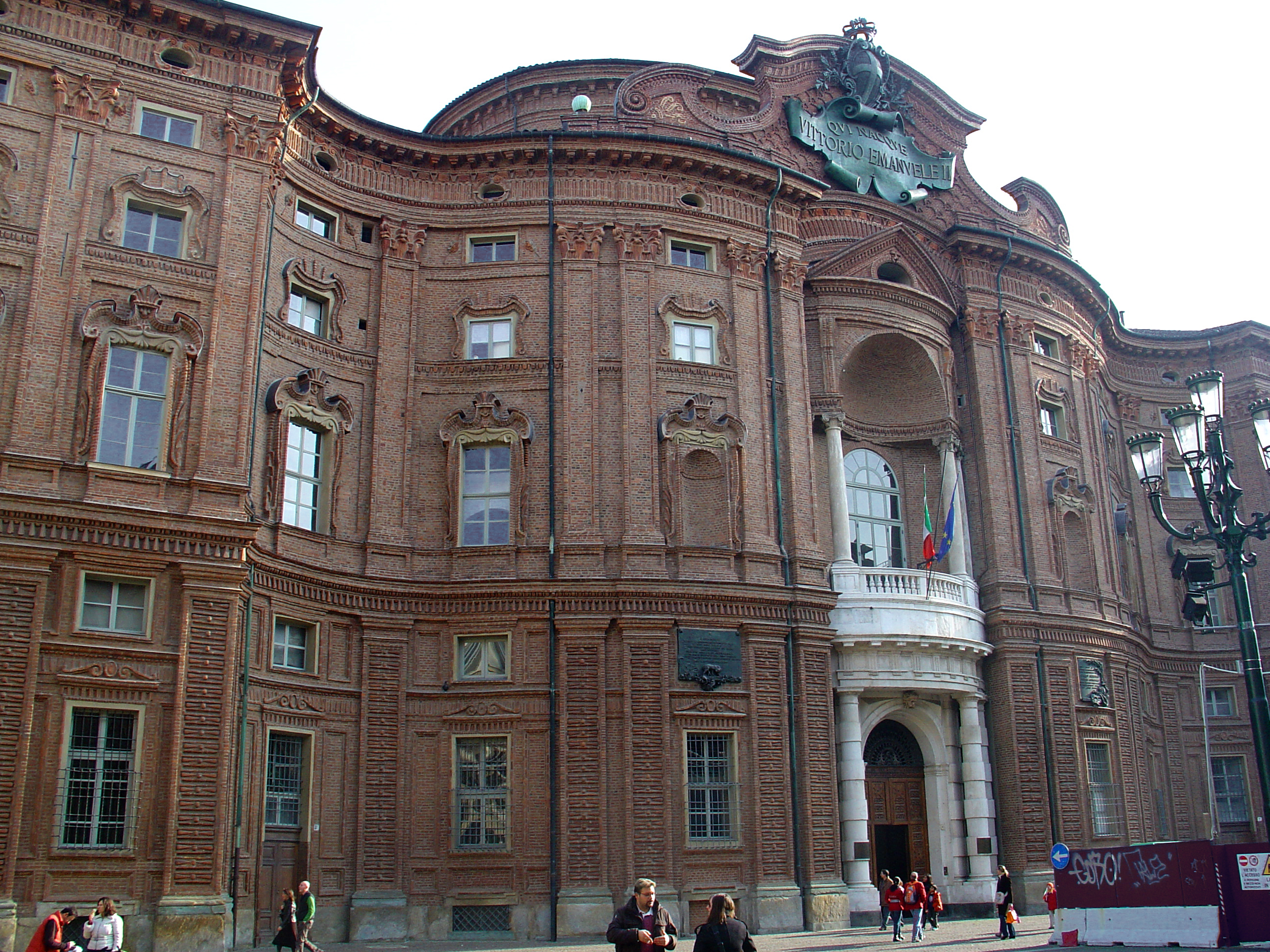
Г.Гварини.Палаццо Кариньяно. 1679. Турин
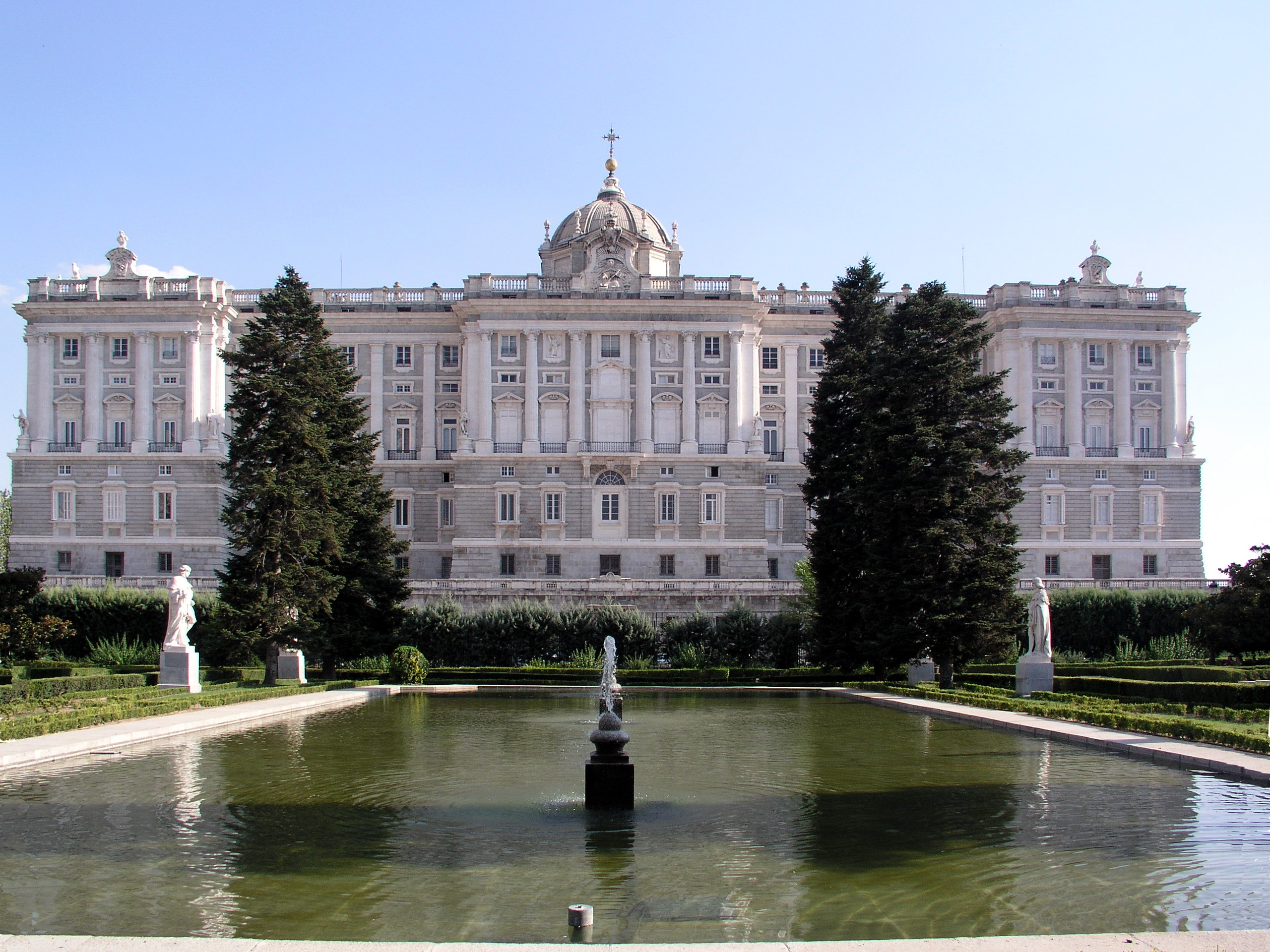
Г. Гварини. Паласио Реаль.Королевский дворец в Мадриде. Первый проект 1738 г.
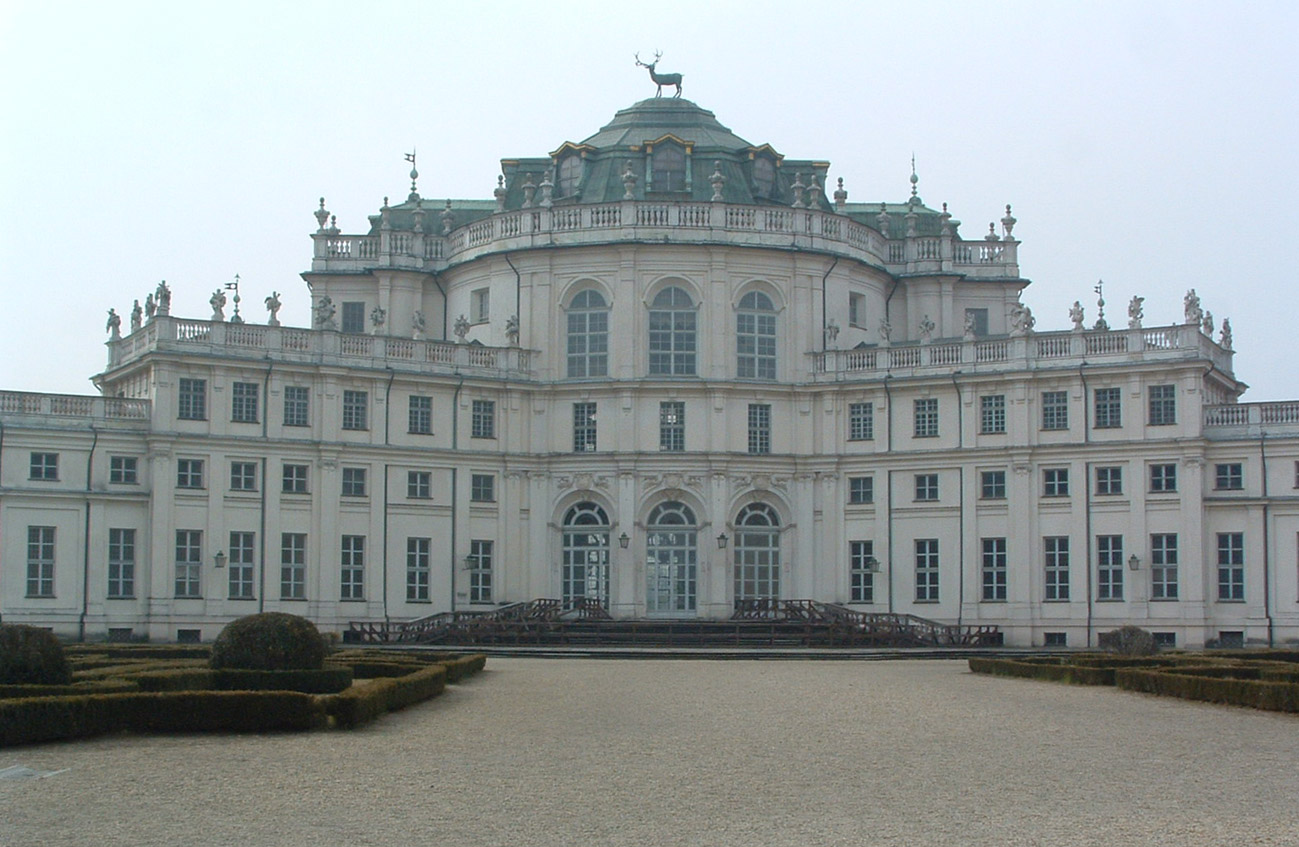
Дворец Ступиниджи близ Турина. Проект Г.Гварини 1729 г.

В конце XVII—XVIII веках многие архитекторы Италии, по причине политического и экономического кризиса страны не находили на родине применения своим знаниям. В поисков работы они уезжали в другие страны «к северу от Альп». «Исход» итальянских мастеров (термин С. С. Подъяпольского) оказал значительное влияние на развитие архитектуры сопредельных стран, в частности, историко-региональных барочных стилевых течений в Германии, Австрии, Франции и России.

## Во Франции

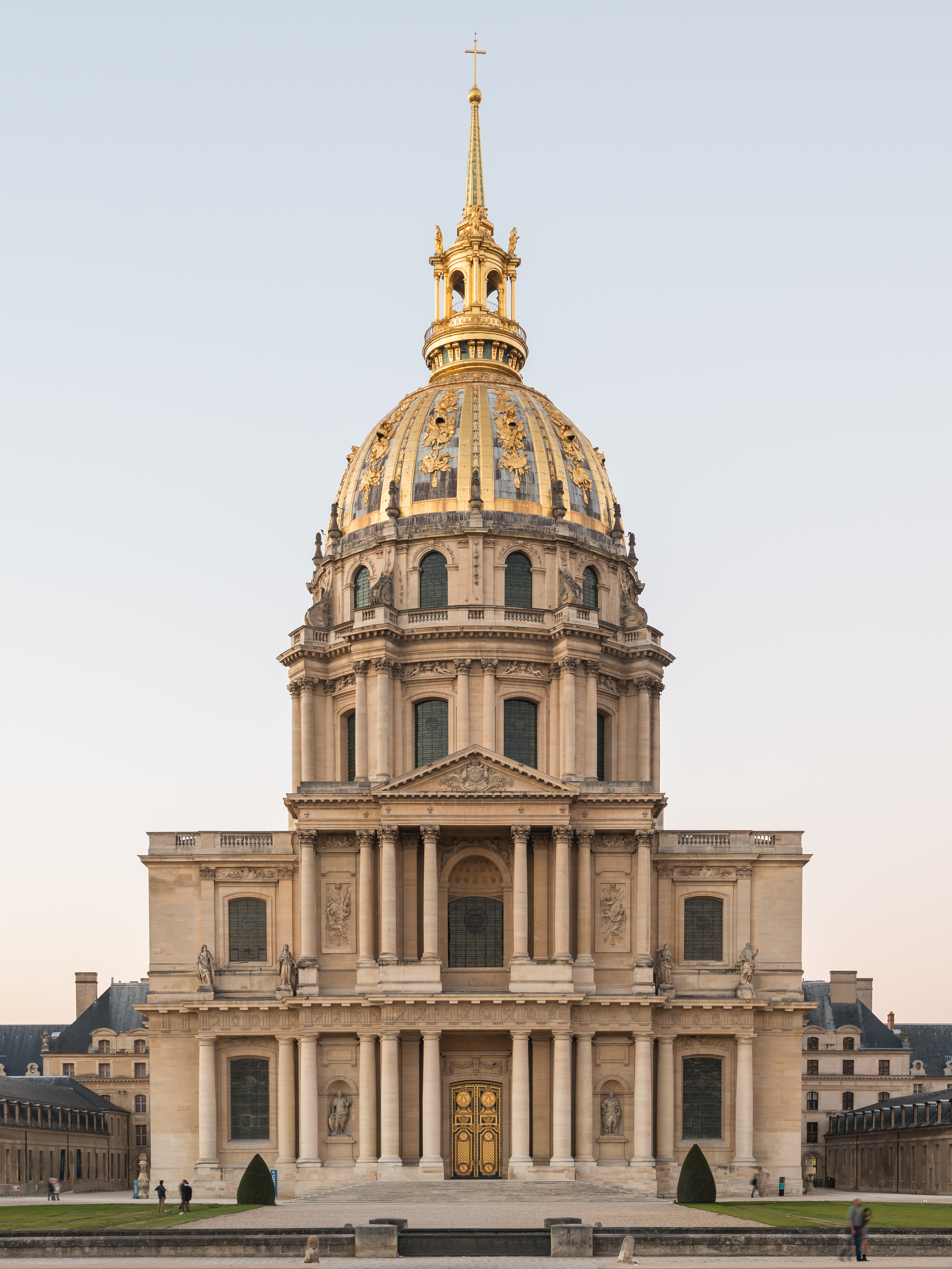
Собор Дома инвалидов. 1708. Париж. Архитектор Ж. Ардуэн-Мансар
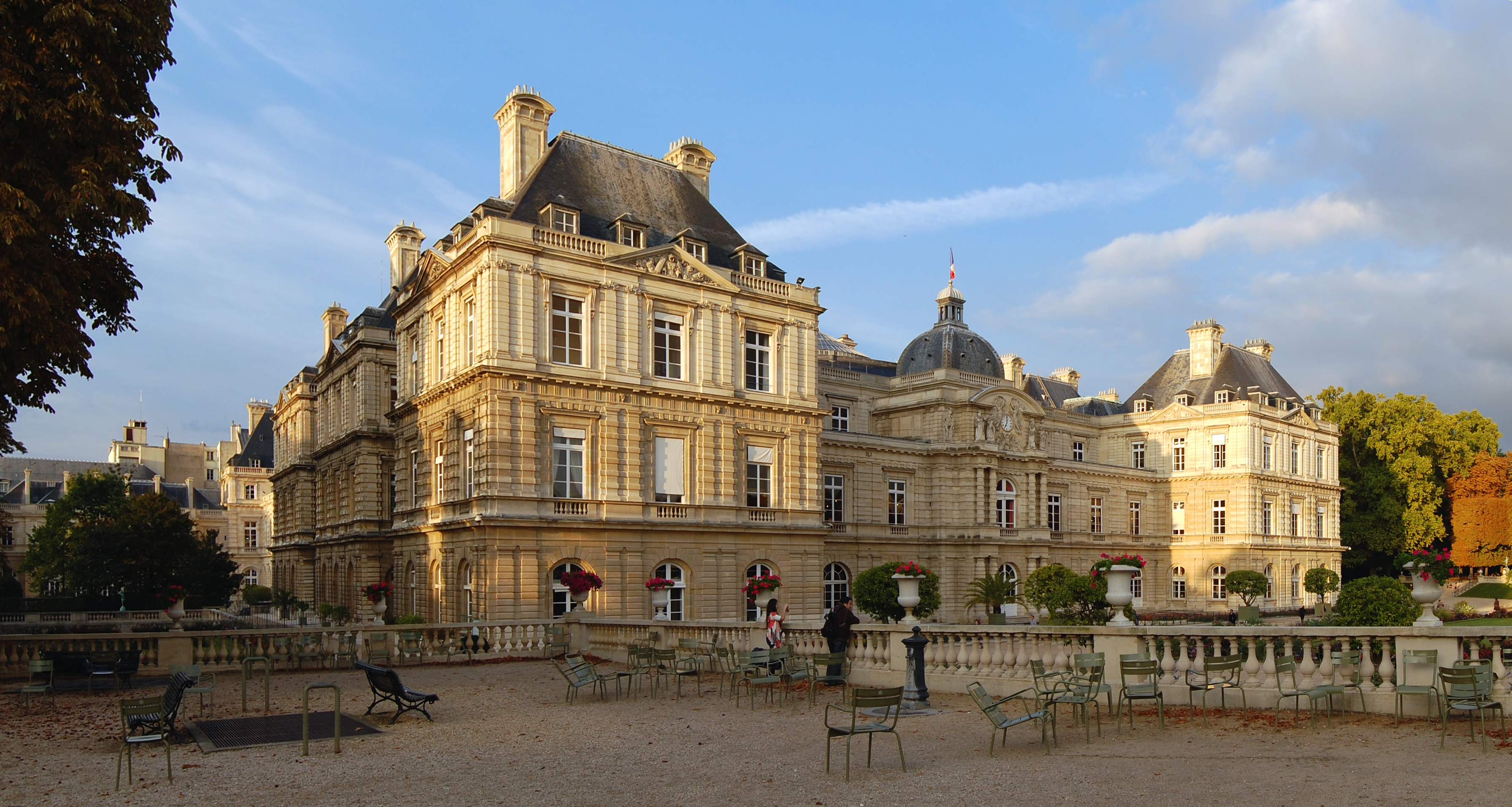
Люксембургский дворец. 1615-1645. Париж. Архитектор С. Деброс
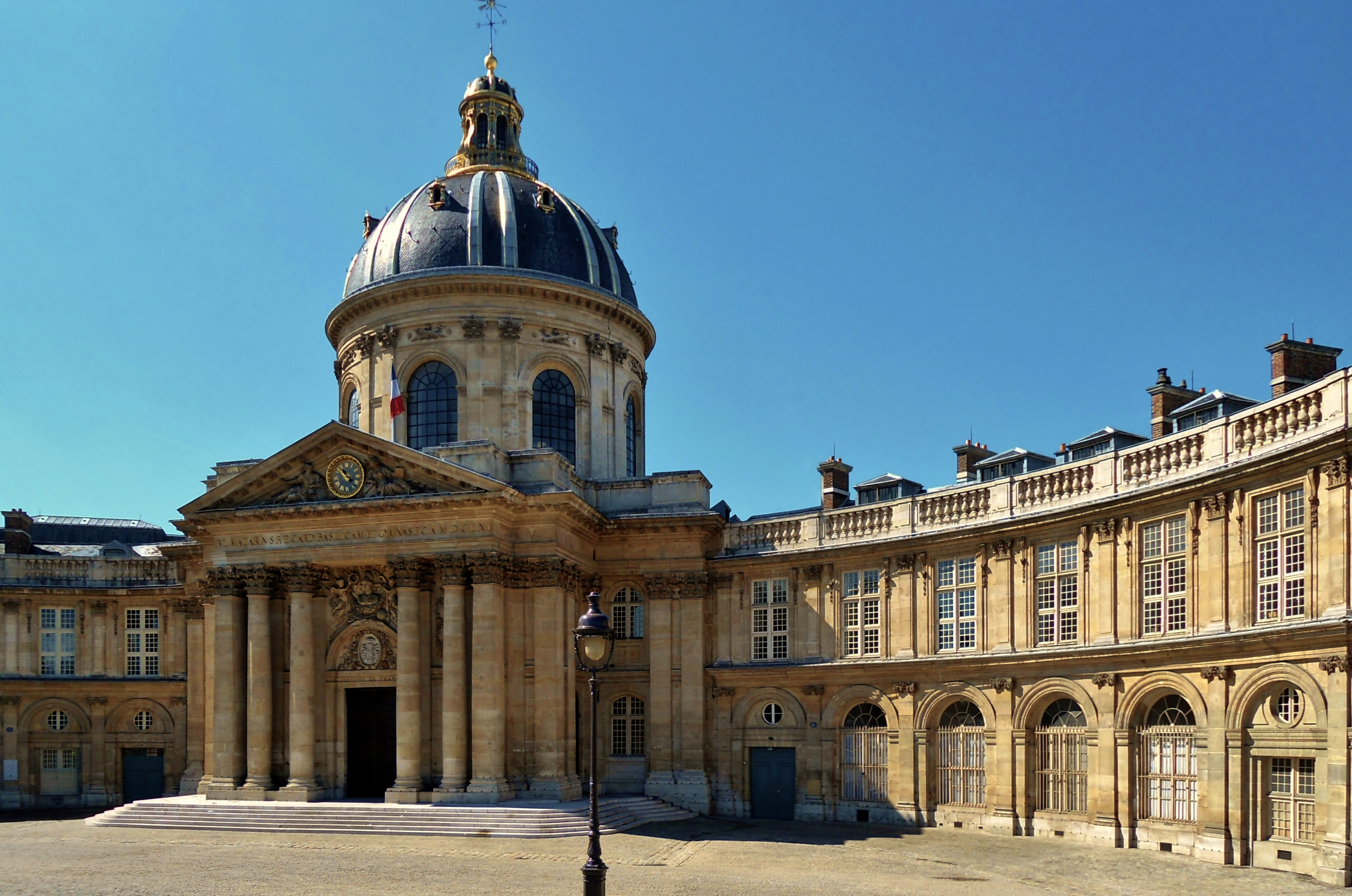
Коллеж Четырёх Наций.1662-1688. Париж. Архитектор Л. Лево
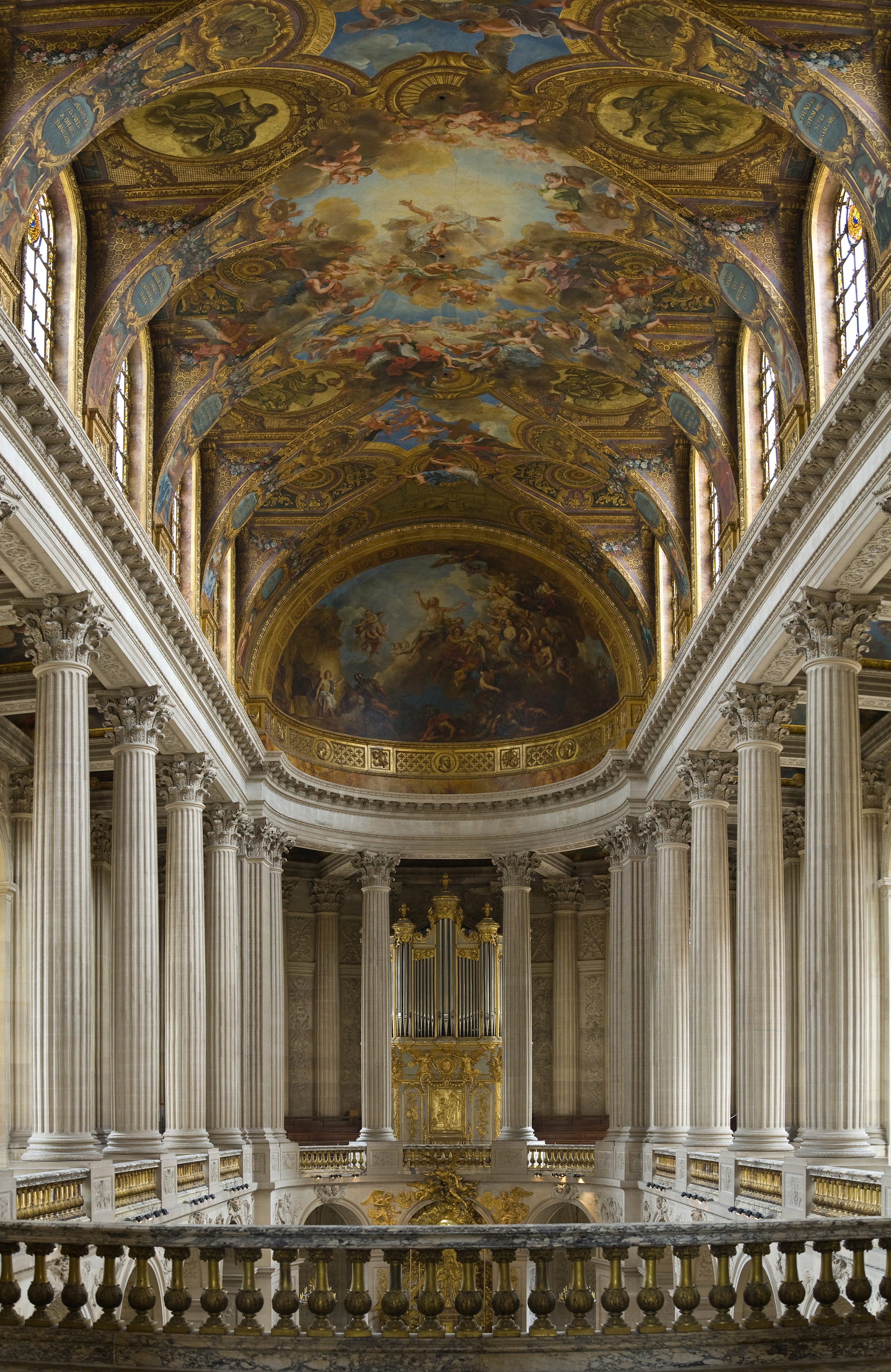
Капеллы Версаля. 1643-1715. Версаль. Архитектор Р. де Кот
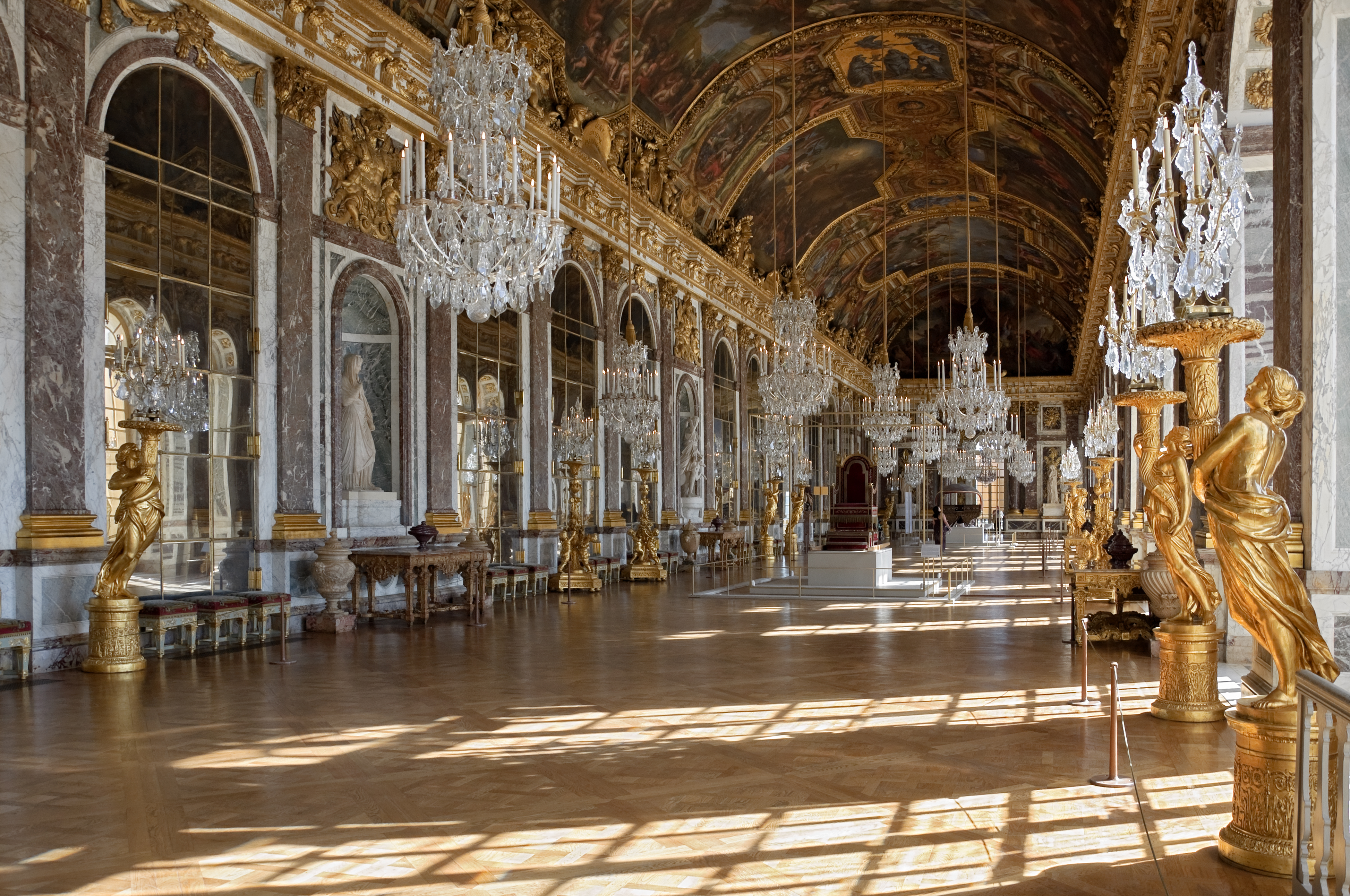
Зеркальная галерея. 1678-1686. Версаль. Архитектор Ж. Ардуэн-Мансар
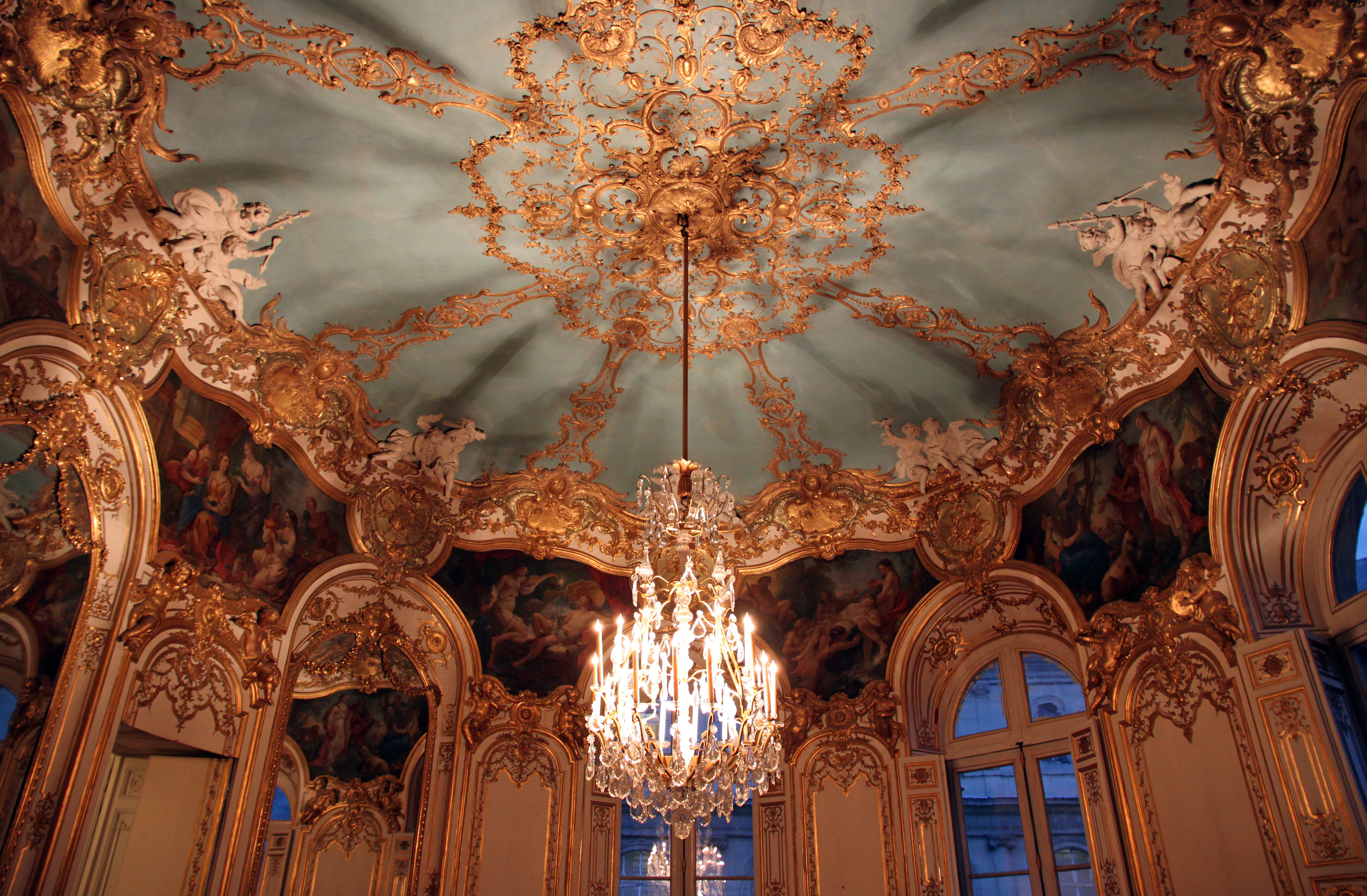
Зеркальный Зал в Отеле Субиз. 1735–1740. Париж. Архитектор Ж. Бофран

## В Великобритании

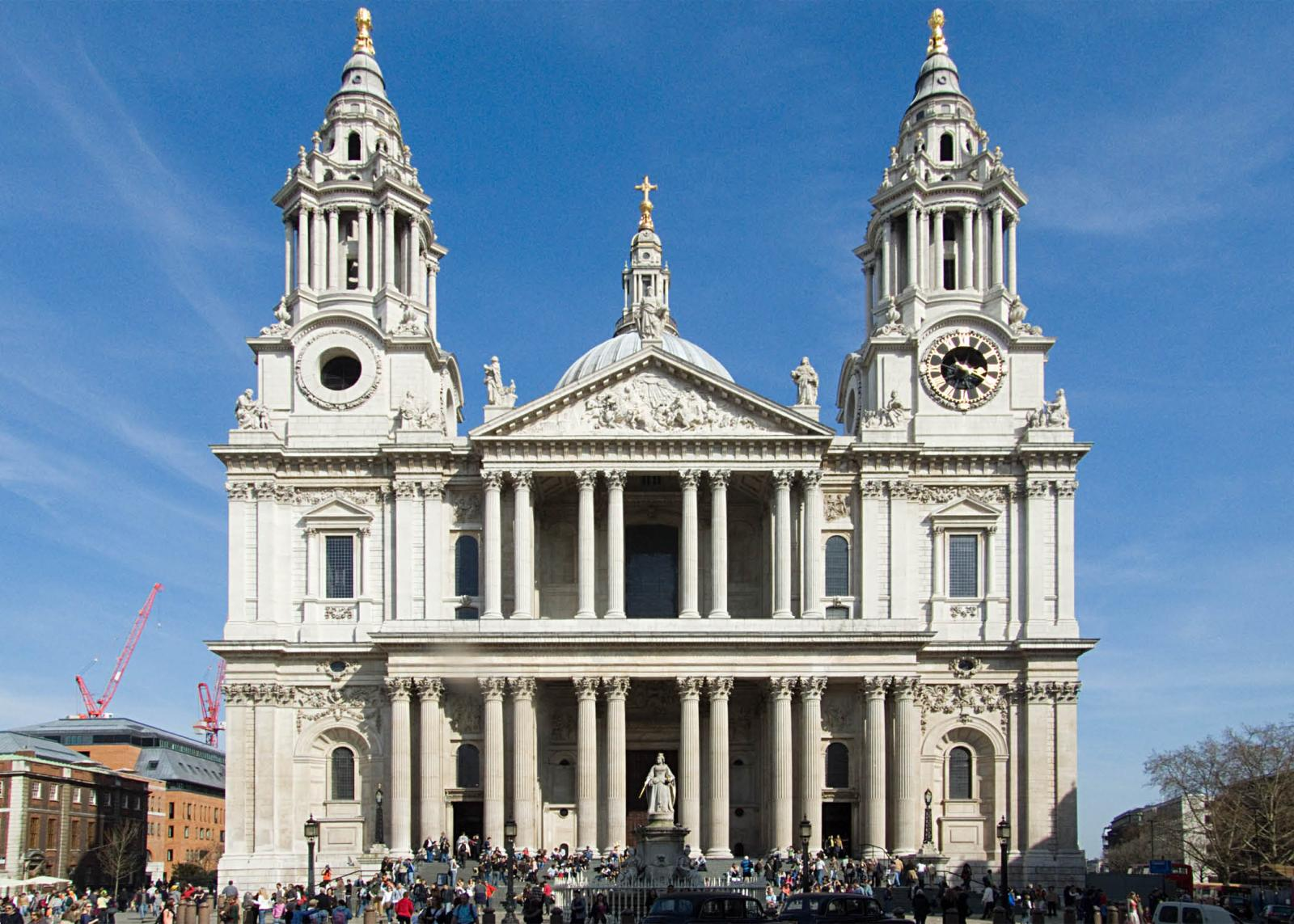
Собор Святого Павла. Западный фасад. 1675–1702. Лондон. Архитектор Кристофер Рен
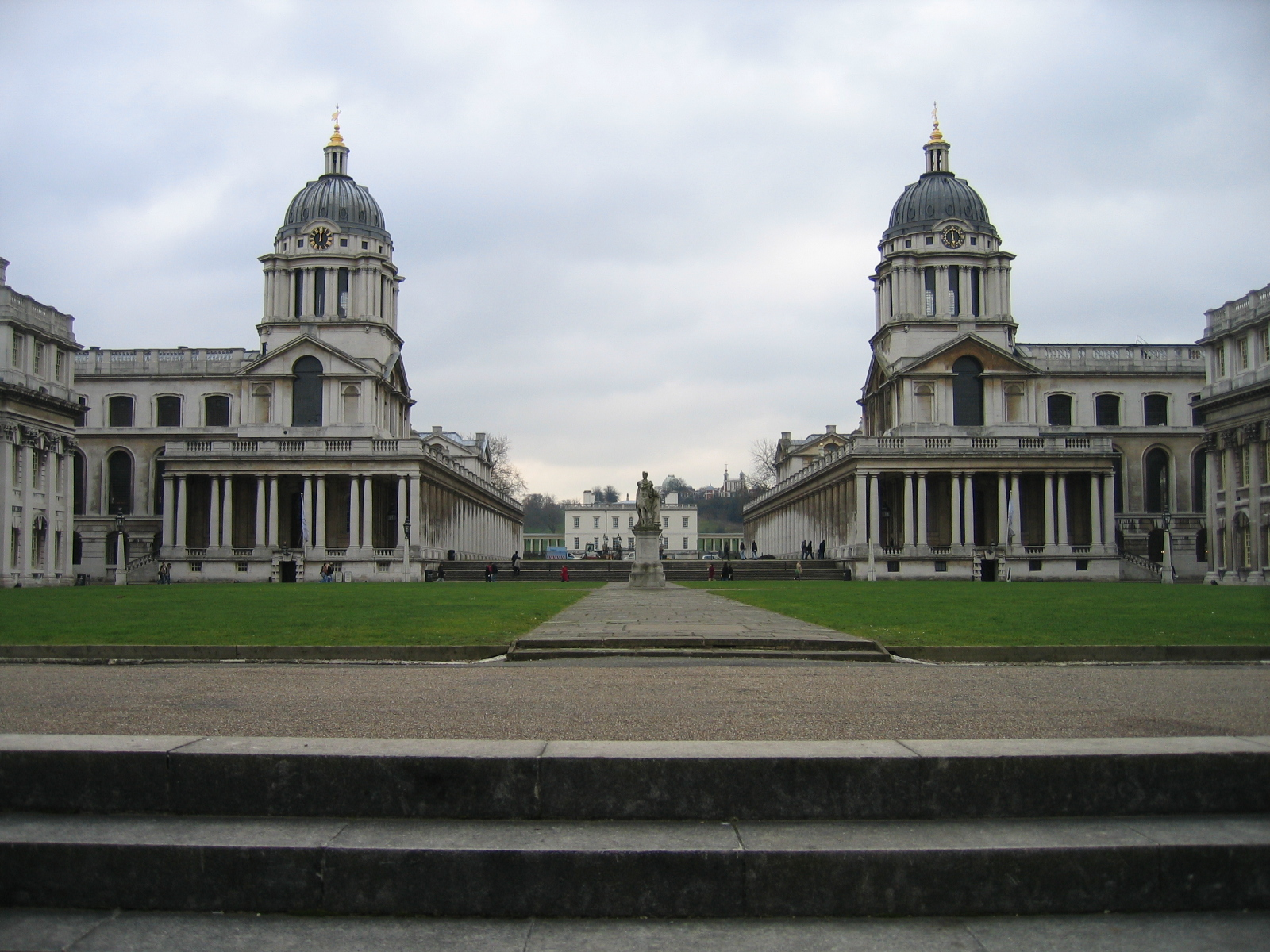
Гринвичский морской госпиталь. 1694. Проект Кристофера Рена
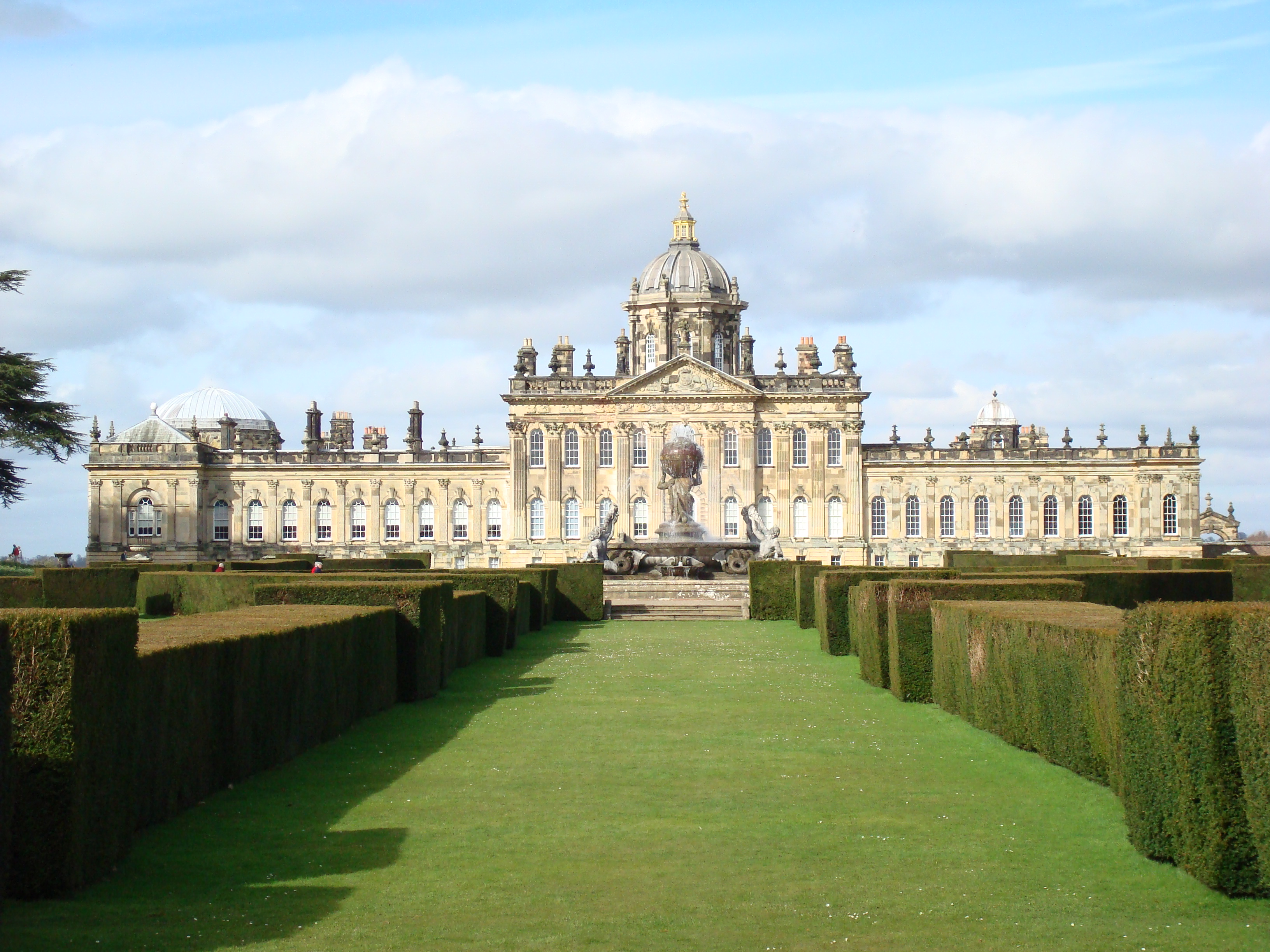
Касл-Ховард, Норт-Йоркшир, Англия. 1699–1712. Архитекторы Джон Ванбру и Николас Хоксмур
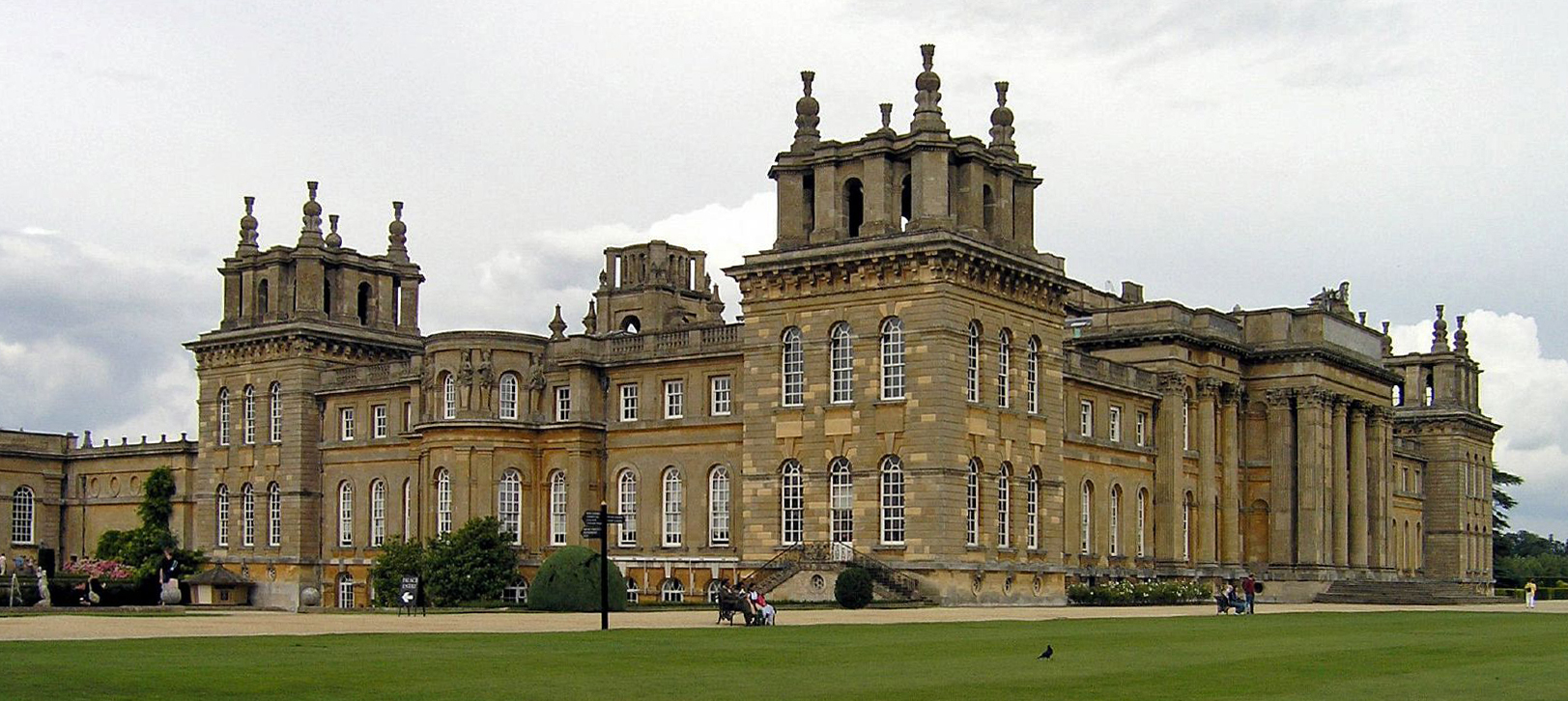
Бленхеймский дворец, Оксфордшир. Англия. 1705—1724. Архитекторы Джон Ванбру и Николас Хоксмур

## В Австрии, Вене, Праге
Барокко в переводе означает "жемчужина неправильной формы". В XVII веке Священная Римская империя, как государство, имела недолгий период подъёма. Он связан как с положительными, так и отрицательными факторами. Положительное влияние оказала победа над Османской Империей и высвобождение европейских территорий от не европейской культуры, поскольку Османская Империя и её культура тогда не воспринималась частью Европы. Негативным было присоединение промышленных территорий[неизвестный термин] в Австрию и формирования Австрийской империи. Австрия ранее также была конгломератом разных по культуре и истории областей. Теперь областей стало больше. Этот процесс продлится до конца XVIII века. Началось с присоединения насилием Венгрии в 1686. Закончилось присоединением северной Италии, что спровоцировало Национально-освободительную войну сначала в Венгрии в начале XVIII века, в XIX веке — в Италии.

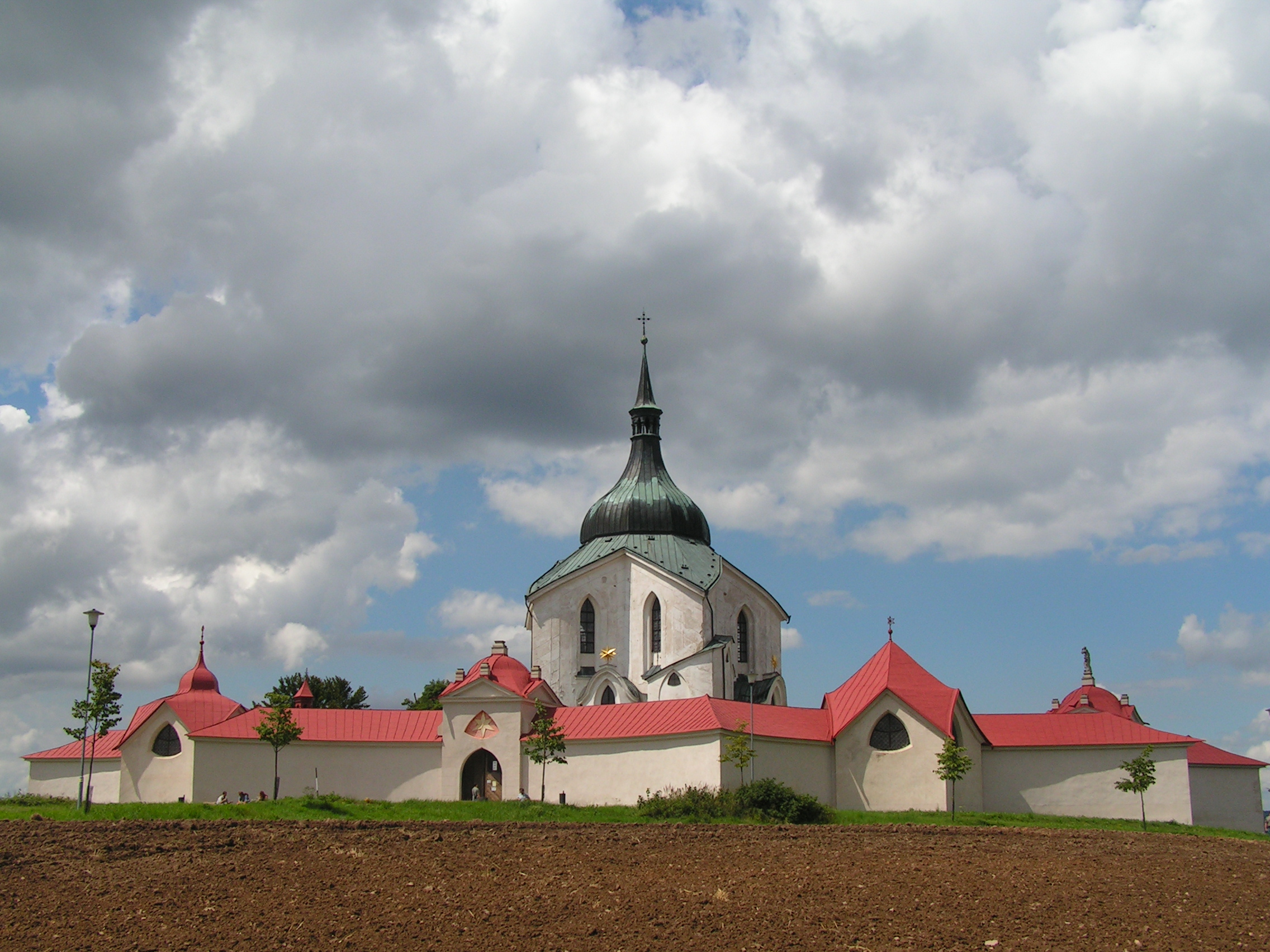
Чешский архитектор Ян Сантини предпочитал геометризованное барокко с готическими рудиментами. На снимке — Церковь Святого Иоанна Непомуцкого в Чехии.

После победы Австрийской империи светская и церковная элиты стали основными заказчиками архитектурных проектов в стиле барокко. Эти влиятельные слои общества способствовали распространению и развитию барочной архитектуры.
Строительство в стиле барокко началось задолго до 1690-х годов. Один из первых образцов-барочный собор в городе Зальцбург возник в 1611—1628 годах. Уже тогда широко использовались проекты и труд архитекторов Италии, потому барокко Австрии развилось под мощным влиянием барокко Италии. Так, собор в Зальцбурге строил итальянец Сантино Солари. А в захваченной и покорённой Австрией Праге по заказу австрийцев-победителей работала целая армия архитекторов, декораторов и художников Италии (от архитектора Каратти до садовника Себрегонди).
Ученический период закончился примерно через 70 лет. Уже самое барочное сооружение Вены — дворец Шёнбрунн — строится австрийцами Иоганном Бернхард Фишером фон Эрлахом и его сыном Йозефом Эммануэлем. При этом Шёнбрунн не похож ни на один из дворцов Италии. В самой Вене строят барочные — дворец принца Евгения, Богемскую канцелярию, Придворную библиотеку, церковь Св. Карла Борромео (Карлскирхе), дворцы аристократов. Австрийская провинция гордится настоящим шедевром — барочным монастырем в местечке Мельк (арх. Я. Прандтауер, И. Мунгенаст).
Наиболее одаренным среди первого поколения мастеров барокко в Праге был Франческо Каратти, спроектировавший колоссальный Чернинский дворец. Длина готического собора Св. Вита в Праге равнялась 124 метра. Чернинский дворец уже имел длину 150 метров.

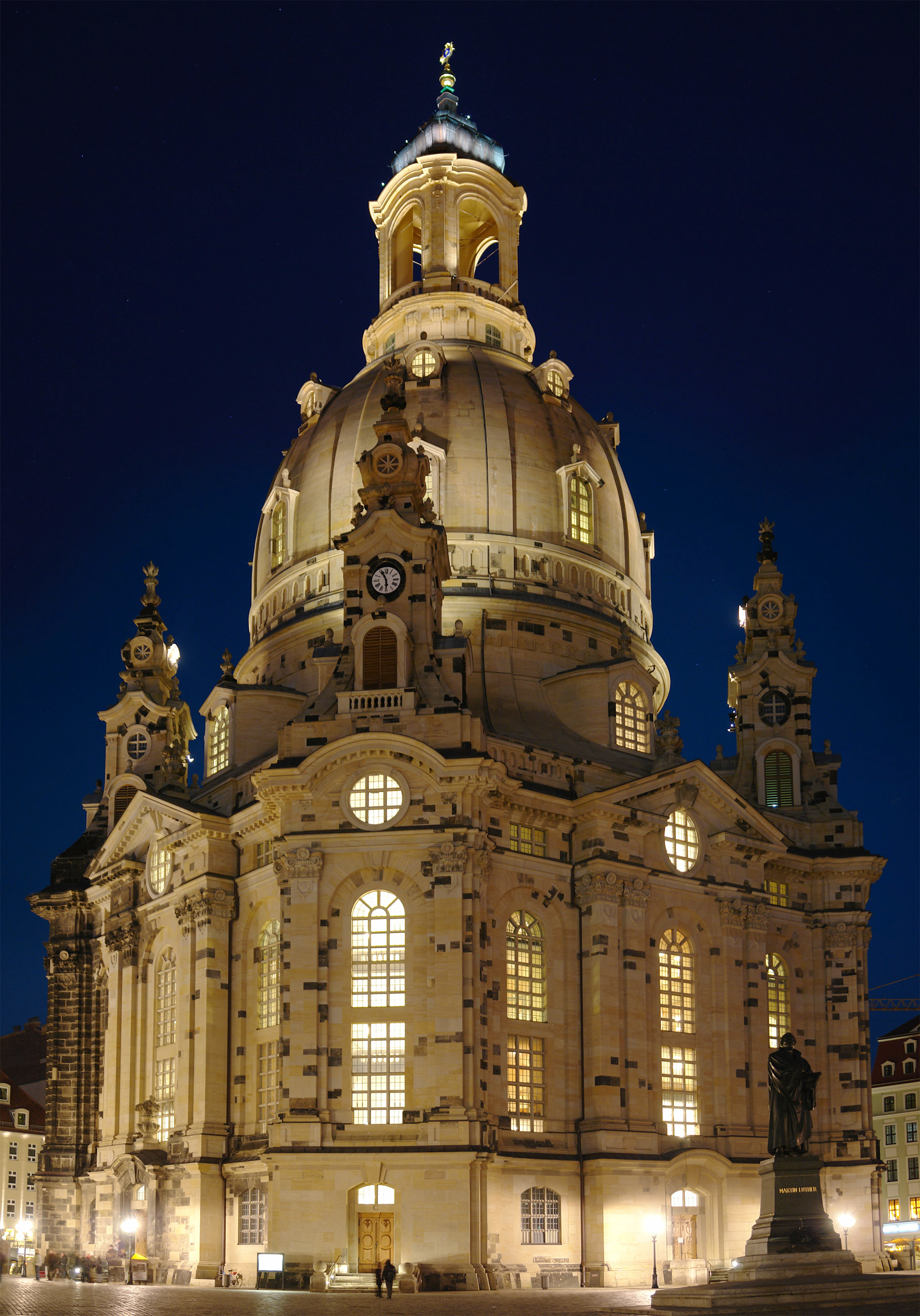
Фрауэнкирхе (Дрезден)
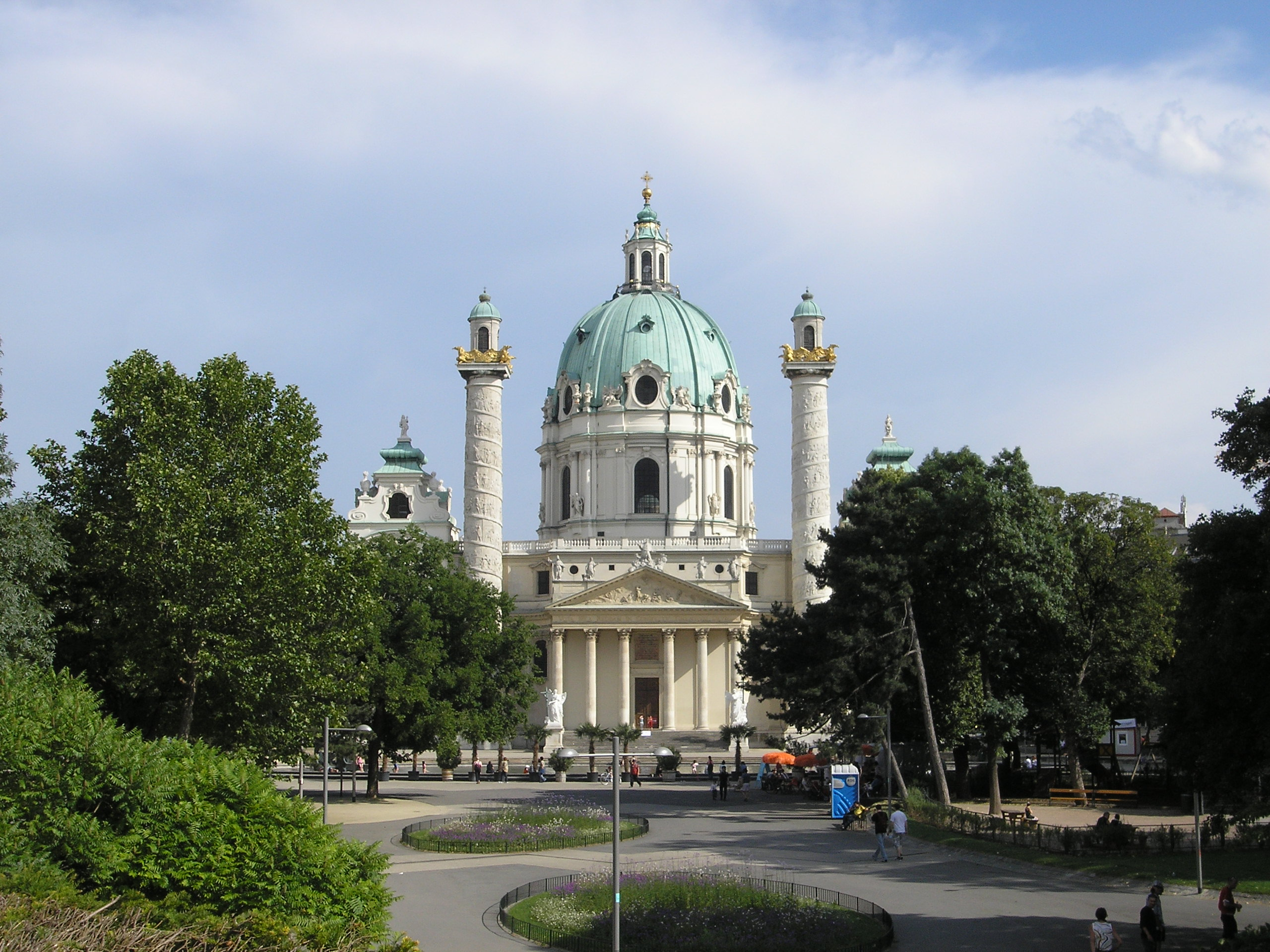
Карлскирхе (Вена)
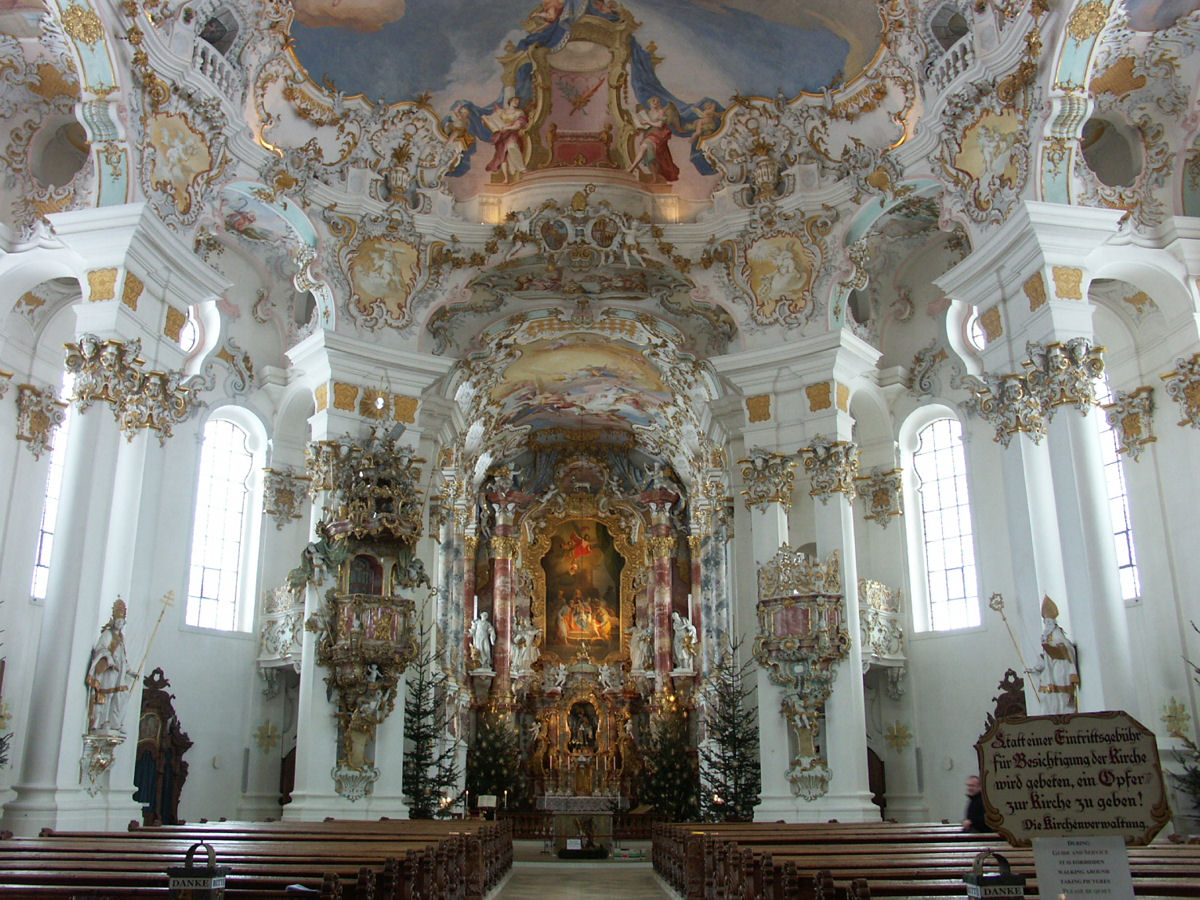
Паломническая церковь в Висе
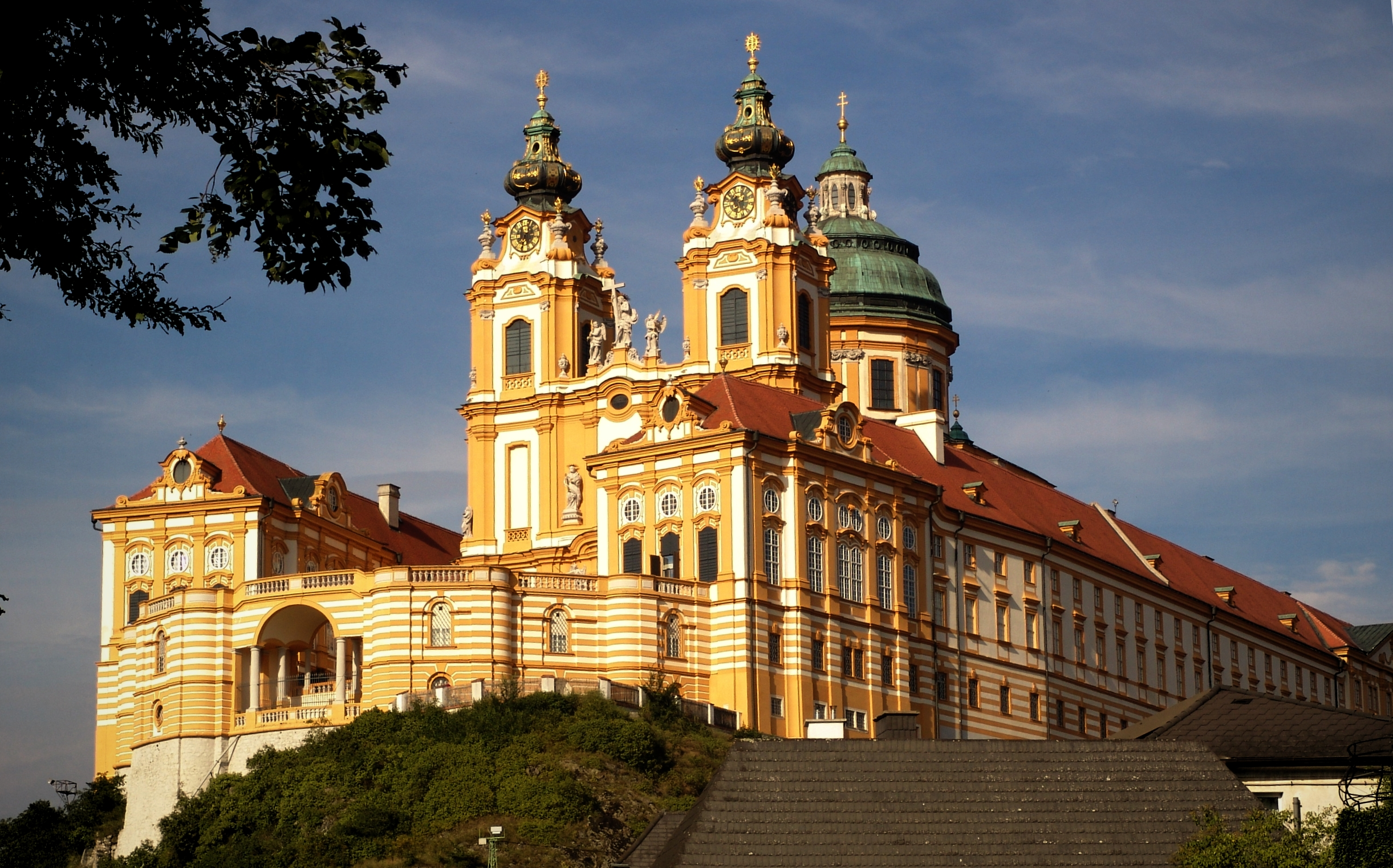
Монастырь в Мельке

## В Речи Посполитой

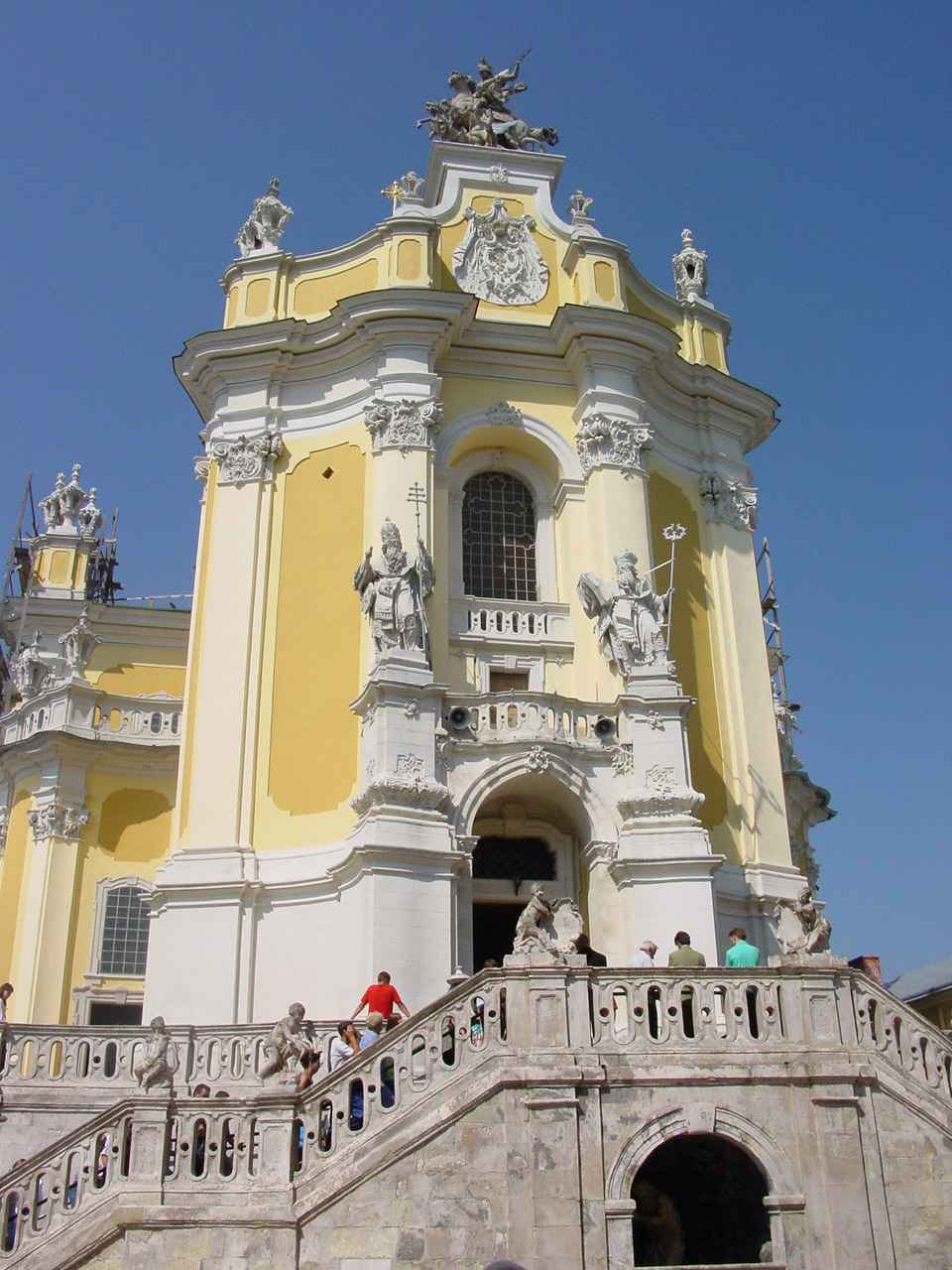
Собор святого Юра во Львове

Первый в Речи Посполитой памятник с элементами предбарокко — Фарный костёл в Несвиже — был возведён в 1580-е годы итальянским мастером Джованни Бернардони по образцу Иль-Джезу. В подражание этой римской церкви было выстроено впоследствии бесчисленное множество костёлов. Во Львове приход барокко связан с возведением Сретенского костёла босых кармелиток (1642—1644) по образу и подобию римской церкви Санта-Сузанна (арх. Карло Мадерна, 1603). Однако на протяжении XVII века польские шляхтичи ценили вовсе не характерные для барокко грузные, упрощённые архитектурные формы, получившие название сарматского стиля. Это в известной степени сдерживало дальнейшее освоение архитектурного словаря барокко и его распространение в провинциях Речи Посполитой.
Постепенно эрудиция и таланты архитекторов быстро дали возможность отойти от копирования итальянских образцов и создавать оригинальные сооружения (костёл и монастырь кармелитов босых, Бердичев). Наиболее крупные заказы — костелы, монастыри, часовни — поступали от католической церкви. Только в самом конце XVIII века под западноевропейским влиянием началось возведение масштабных дворцовых резиденций, таких, как Вилянувский дворец в Варшаве. Тогда же в барочном духе были перестроены многие храмы Кракова и Вильнюса, а в Гродно был выстроен богато украшенный скульптурой Ксавериевский костёл. К поздним памятникам светского барокко относятся дворец Браницких в Белостоке, дворец Сангушек в Изяславе, дворец греко-католических митрополитов в комплексе собора Св. Юра во Львове, загородная резиденция митрополитов в Оброшине.
В Виленской епархии в архитектуре костёлов ценились стройность силуэта, ажурность декора, порыв ввысь. Крупнейший мастер позднего барокко на землях великого княжества Литовского — Ян Кристоф Глаубиц — создал особый тип двухбашенного барочного костёла, получивший название виленского. Архитектура Левобережной Украины, отделившейся от Речи Посполитой после восстания Хмельницкого, пошла своим путём. Местные зодчие творчески перерабатывали структуру православных храмов домонгольской эпохи в русле народного деревянного зодчества, обогащая её барочной декорировкой. Повсеместное распространение получили многосрубные храмы с грушевидными главами. Местная архитектурная школа известна под названием украинского барокко. 

## Барокко в России

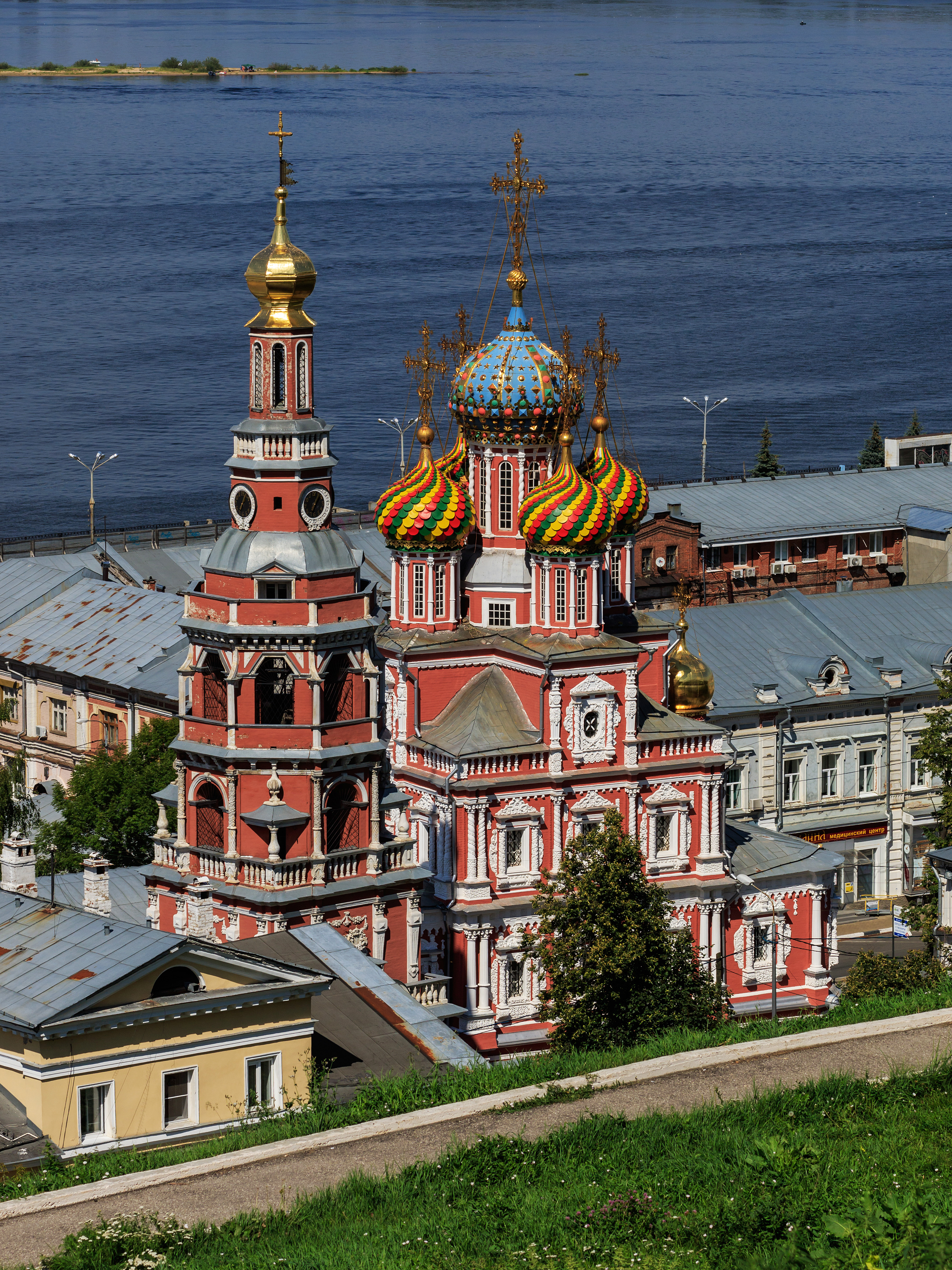
Строгановская церковь в Нижнем Новгороде. 1696—1719

В России расцвет искусства барокко, отразившего рост и укрепление абсолютной монархии, приходится на первую половину XVIII века. Стиль барокко в России обладал рядом национальных особенностей. Русское зрелое барокко отличалось от западноевропейского, в частности, наиболее ярко выраженного — итальянского, структурной ясностью и простотой планировочных решений, тесной связью конструктивной основы и декоративных элементов. Другой отличительной особенностью русского барокко был его мажорный характер, активное использование цвета, смелых колористических и светотеневых контрастов, включая золочение.

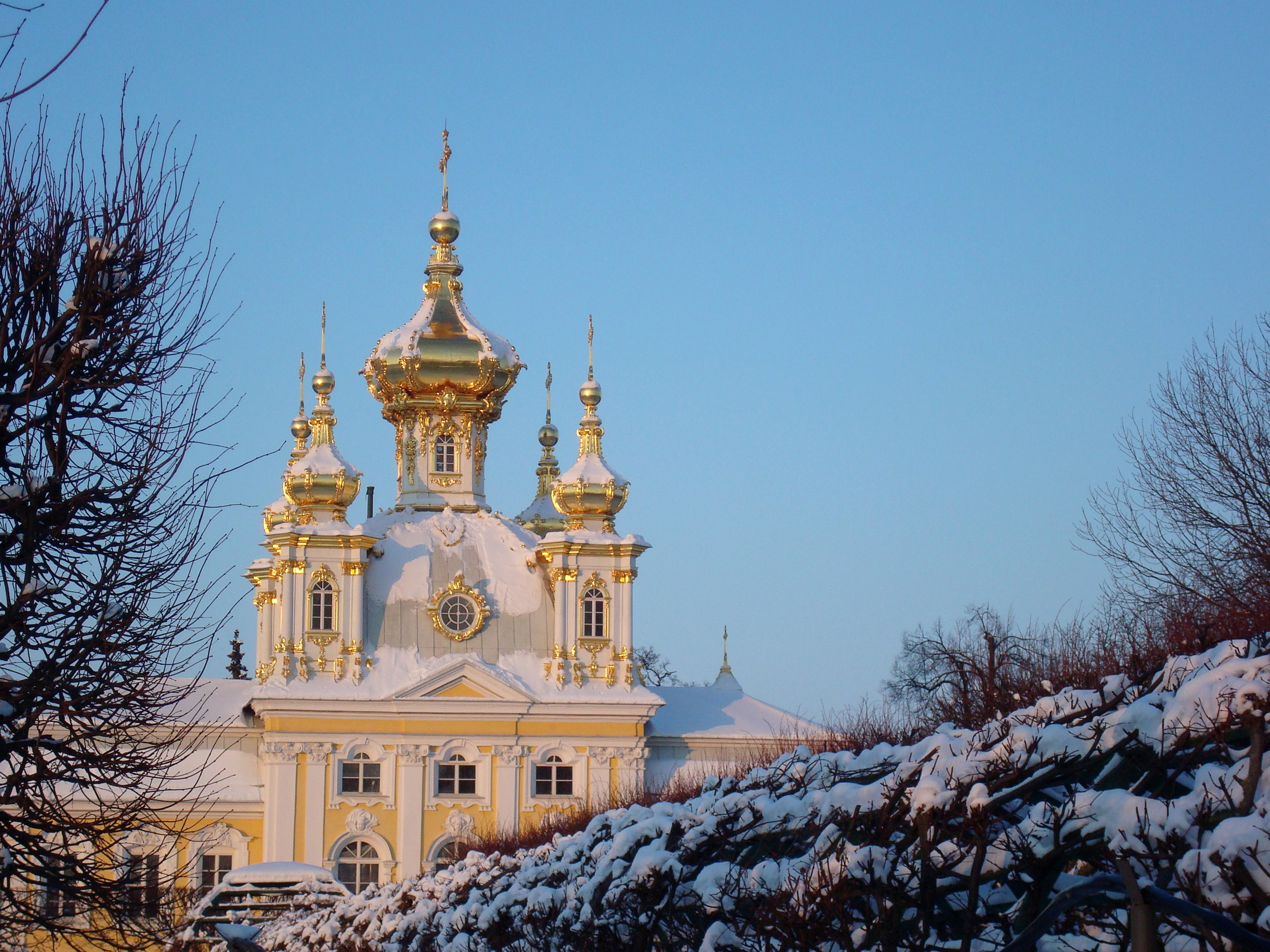
Церковный корпус Большого дворца в Петергофе. 1747—1752. Архитектор Ф.-Б. Растрелли

Исследователь древнерусского зодчества Н. В. Султанов ввёл термин «русское барокко», обозначив им допетровскую архитектуру Руси XVII века. Фактически под этим термином понималось «московское узорочье», сложившееся в 1640-х годах. Современные искусствоведы видят в узорочье скорее аналог маньеризма, а отсчёт истории русского барокко ведут с распространения в московской строительной практике восьмериков на четверике (церковь царевича Иоасафа, 1678). В эволюции русского барокко выделяют стадии «московского барокко» конца XVII века (различают нарышкинский, строгановский, голицынский стили), «петровское барокко» первой четверти XVIII в., «зрелое русское барокко» елизаветинского времени.
Русская архитектура барокко, достигшая величественного размаха в городских и усадебных ансамблях Петербурга, Петергофа, Царского Села и других, отличается торжественной ясностью и цельностью композиции зданий и архитектурных комплексов (арх. М. Г. Земцов, Ф. Б. Растрелли, Д. В. Ухтомский). Сравнительно малоизвестную страницу в истории барокко составляет храмовое зодчество уральских заводов и Сибири; применительно к нему бытуют такие термины, как «уральское барокко» и «сибирское барокко».